# معمر قذافی
معمر قذافی (حدود ۱۹۴۲ – ۲۰ اکتبر ۲۰۱۱) انقلابی، سیاستمدار و نظریه‌پرداز سیاسی اهل لیبی بود که از سال ۱۹۶۹ تا زمان مرگش در ۲۰۱۱ بر لیبی حکومت کرد. وی در سپتامبر ۱۹۶۹ میلادی با کودتایی آرام حکومت محمّد ادریس سنوسی، پادشاه وقت لیبی را سرنگون ساخت. او پس از کودتا، سیستم حکومتی لیبی را بر اساس ترکیبی از سوسیالیسم و اسلام طراحی کرده و تا سال ۱۹۷۷ رئیس کشور لیبی بود.
او در سال ۱۹۷۷ از منصب رسمی ریاست شورای فرماندهی انقلاب لیبی کناره‌گیری کرد و مدعی شد که فقط یک نماد ملی خواهد بود. اما هیچ‌گاه به این تعهد پایبند نبود، و در تمام امور کشوری دخالت داشت و رژیمش یک دیکتاتوری فردی بود.
حکومتِ طولانی‌مدتِ سرهنگ قذافی از کودتای ۱۹۶۹ میلادی تا سرنگونی در نتیجهٔ انقلاب لیبی در سال ۲۰۱۱، یکی از طولانی‌ترین دوره‌های زمامداری در طولِ تاریخ بود.
در طی دهه‌های ۱۹۷۰ و ۱۹۸۰ میلادی، لیبی تحت رهبری قذافی، از سوی غربی‌ها، یک کشور حاشیه‌ای به حساب می‌آمد که ستم ناشی از اختلافات داخلی، تروریسم، قتل و غارت توسط رهبران را نشان می‌داد. او در این اثنا قذافی مبادرت به اندوختن چندین میلیارد دلار ثروت برای خودش و خانواده‌اش کرد. معمر قذافی بر پایهٔ فلسفهٔ سیاسی و ملی‌گرایانه‌ای که در کتاب سبز تشریح کرده بود، در سال ۱۹۷۷ میلادی نام جمهوری عربی لیبی را به «جماهیریه عربی سوسیالیستی خلق عظیم لیبی» تغییر داد. وی در سال ۱۹۷۹ میلادی لقب نخست‌وزیر را کنار گذاشت و از آن پس «برادرْ رهبر» یا «راهنمای انقلاب سوسیالیستی لیبی» نامیده‌شد.
قذافی از حامیان شرکت آُپیک بود که تور پان‌آفریکان برای ایالات متحدهٔ آفریقا را رهبری کرد. پس از بمباران لیبی در سال ۱۹۸۶ میلادی و تحریم‌های اقتصادی بر ضدّ این کشور از سوی سازمان ملل، تغییراتی در رفتار لیبی صورت گرفت. این تغییرات عبارتند از: برقراری روابط اقتصادی و همکاری‌های امنیتی نزدیک با غرب، همکاری و شرکت در بررسی پروندهٔ حمایت لیبی از تروریسم؛ پرداخت غرامت به بازماندگان حوادث تروریستی منتسب لیبی؛ کنار نهادن برنامهٔ دستیابی به سلاح هسته‌ای. در ۱۹ دسامبر ۲۰۰۳ و تنها ۶ روز پس از دستگیری صدام حسین، قذافی اعلام کرد که برنامهٔ تولید سلاح‌های کشتار جمعی خود را متوقف کرده و از بازرسی‌های بین‌المللی برای اطمینان از این موضوع استقبال می‌کند. مجموعهٔ این تغییرِ رفتارها منجر به برداشته شدن تحریم‌های سازمان ملل متحد علیه لیبی در سال ۲۰۰۳ میلادی شد. معمر قذافی در فوریهٔ ۲۰۰۹ میلادی به‌عنوان رئیس دوره‌ای اتحادیهٔ آفریقا انتخاب شد.
در فوریهٔ ۲۰۱۱ میلادی گروهی از معترضان سیاسی که از مخالفان و معترضان جدید تونس و مصر و دیگر بخش‌های جهان عرب الهام گرفته بودند ضد دولت قذافی در لیبی به پا خاستند و این موضوع به‌سرعت به یک شورش عمومی مبدل شد و مخالفان در شهر بنغازی شورای انتقالی را تأسیس کردند. این امر لیبی را به ورطهٔ جنگ داخلی بین نیروهای دولت و نیروهای مخالف (تحت حمایت ناتو) کشاند. سازمان ملل با تصویب قطعنامهٔ شمارهٔ ۱۹۷۳ با هدف حمایت از غیرنظامیان، خواستار ایجاد منطقهٔ پروازممنوع بر فراز لیبی شد. دارایی‌های قذافی و خانواده‌اش مصادره شده و دادگاه جنایات جنگی، حکم بازداشت او و پسرش سیف‌الاسلام به همراه برادرخوانده‌اش عبدالله السنوسی را صادر نمود و از طریق اینترپل آنان را تحت تعقیب قرار داد. در ۱۶ سپتامبر ۲۰۱۱ شورای انتقالی کرسی لیبی در سازمان ملل را تصاحب کرد. قذافی عهد کرد که در برابر شورشیان و نیروهای خارجی مقاومت کند تا به‌گفتهٔ خودش در راه وطن شهید شود.
در روز ۲۸ مهر ۱۳۹۰، قذافی درحالی که از ناحیهٔ دو پا زخمی شده بود توسط نیروهای انقلابی دستگیر شد و پس از چند ساعت کشته شد. شورای انتقالی می‌گوید او پس از دستگیری در تبادل آتش کشته شده است در حالی که برخی این نظریه را مطرح می‌کنند که او توسط یکی از انقلابیون اعدام شده است. کمیسر عالی حقوق بشر سازمان ملل، خواستار انجام تحقیقات جامع در این زمینه شد.
قذافی، شخصیتی به شدت تفرقه‌انگیز، به مدت چهار دهه بر سیاست لیبی تسلط داشت و موضوع یک کیش شخصیتی فراگیر بود. او با جوایز مختلفی مورد تقدیر قرار گرفت و به دلیل مواضع ضد امپریالیستی، حمایت از وحدت عربی—و سپس آفریقایی—و همچنین توسعه چشمگیر کشور پس از کشف ذخایر نفتی، مورد ستایش قرار گرفت. با این حال، بسیاری از لیبیایی‌ها به شدت با اصلاحات اجتماعی و اقتصادی قذافی مخالف بودند؛ او به نقض حقوق بشر متهم شد. بسیاری او را به‌عنوان دیکتاتور محکوم کردند که دولت اقتدارگرای او به‌طور سیستماتیک حقوق بشر را نقض کرده و از تروریسم جهانی در منطقه و جهان حمایت مالی کرده است. در واپسین روزهای حکومت قذافی، لیبی در شاخص توسعهٔ انسانی یکم در آفریقا و پنجاه و سوم در جهان بود. هشت سال پس از سرنگونی قذافی (گزارش سال ۲۰۱۹ میلادی) سازمان ملل متحد لیبی را در رتبهٔ صد و دهم جهانی و ششم آفریقا قرار داد.

## زندگی شخصی

### تولد و دوران جوانی

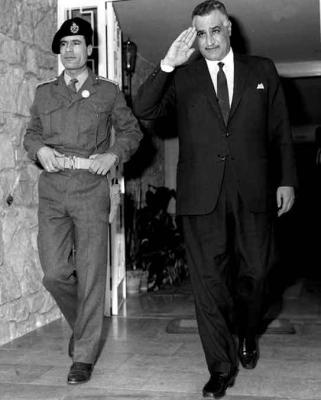
قذافی (سمت چپ) به‌همراه رئیس‌جمهور وقت مصر جمال عبدالناصر در ۱۹۶۹

معمر محمد عبد السلام آبو منیار القذافی در ۷ ژوئن سال ۱۹۴۲ میلادی، در روستایی به نام جهنم در نزدیکی شعیب الکراعیه در حوالی سرت به دنیا آمد. خانواده او به یک قبیلهٔ کوچک عرب‌ها به‌نام قذاذفه تعلق داشت که از طریق چوپانی در بیابان هون امرار معاش می‌کردند. او هنگامی که پسربچه‌ای بیش نبود به مدرسه ابتدایی اسلامی رفت. در آن هنگام حوادث عمده‌ای در جهان عرب در حال رخ دادن بود. شکست عرب‌ها از اسرائیل در سال ۱۹۴۸ میلادی و به‌قدرت رسیدن جمال عبدالناصر در مصر به سال ۱۹۵۲ میلادی، عمیقاً او را تحت تأثیر قرار داد. او تحصیلات دورهٔ متوسطه را زیر نظر یک معلم خصوصی در مصراته به اتمام رساند.
در لیبی مانند دیگر کشورهای عربی، اجازه تحصیل در رشته‌های علوم نظامی و ورود به ارتش و کسب یک شغل نظامی، بعد از استقلال فراهم شد. حرفه نظامی امکان تحصیل در مقاطع بالاتر را فراهم می‌ساخت و رفاه اقتصادی و اجتماعی به همراه داشت و برای بسیاری تنها راه رسیدن به فعالیت‌های سیاسی بود. برای قذافی و بسیاری از افسران تحت فرمانش که توسط گروه ناصر تحت عنوان ملی‌گرایی عربی و همچنین انزجار و دشمنی با اسرائیل تحریک و تشجیع می‌شدند حرفه نظامی برای آن‌ها حرفه انقلابی بود.
قذافی در سال ۱۹۶۱ میلادی وارد دانشکده افسری بنغازی و به همراه همدوره‌ای‌هایش در سال ۶۶–۱۹۶۵ میلادی به عنوان مستشار نظامی فارغ‌التحصیل شد. قذافی در همین زمان به نهضت افسران آزاد پیوست. ناامیدی و شرمساری از جانب آن دسته از افسران لیبی که در زمان شکست ارتش عرب‌ها در سه جبهه در سال ۱۹۶۷ میلادی حضور داشتند کاملاً احساس می‌شد. اولین جرقه‌ها برای براندازی نظام سلطنتی لیبی در این زمان در ذهن قذافی جوان شکل گرفت. او مطالعات و تحصیلات بیشتر را در اروپا ادامه داد. بیشترین بخش شایعات دربارهٔ قذافی مربوط به این دوره است او به مدرسه نظامی سلطنتی سندهرست نرفت بلکه آموزش‌های نظامی را در دانشکده افسری هلنیک در شهر آتن یونان و برخی از مناطق بریتانیا گذراند.

### همسران
معمر قذافی در ابتدا با فتحیه نوری خالد که دختر رئیس پلیس دوران پادشاهی لیبی بود، ازدواج کرد. فتحیه نوری خالد از خانواده‌ای اصیل بود، که پس از مهاجرتش از ترکیه، در طرابلس سکنی گزیده بود. مراسم ازدواج قذافی با فتحیه نوری خالد در سال ۱۹۷۰ با حضور جمال عبدالناصر برگزار شد. حاصل این ازدواج که تنها شش ماه دوام آورد، محمد، پسر بزرگ قذافی بود.
قذافی بعد از جدایی از فتحیه با صفیه فرکاش ازدواج کرد، هنگامی که قذافی برای انجام یک عمل جرّاحی در یکی از بیمارستان‌های لیبی بستری بود، با صفیه که پرستار آن بیمارستان بود آشنا شد و این آشنایی منجر به ازدواج شد. سایر فرزندان قذافی حاصل این ازدواج هستند.

### فرزندان

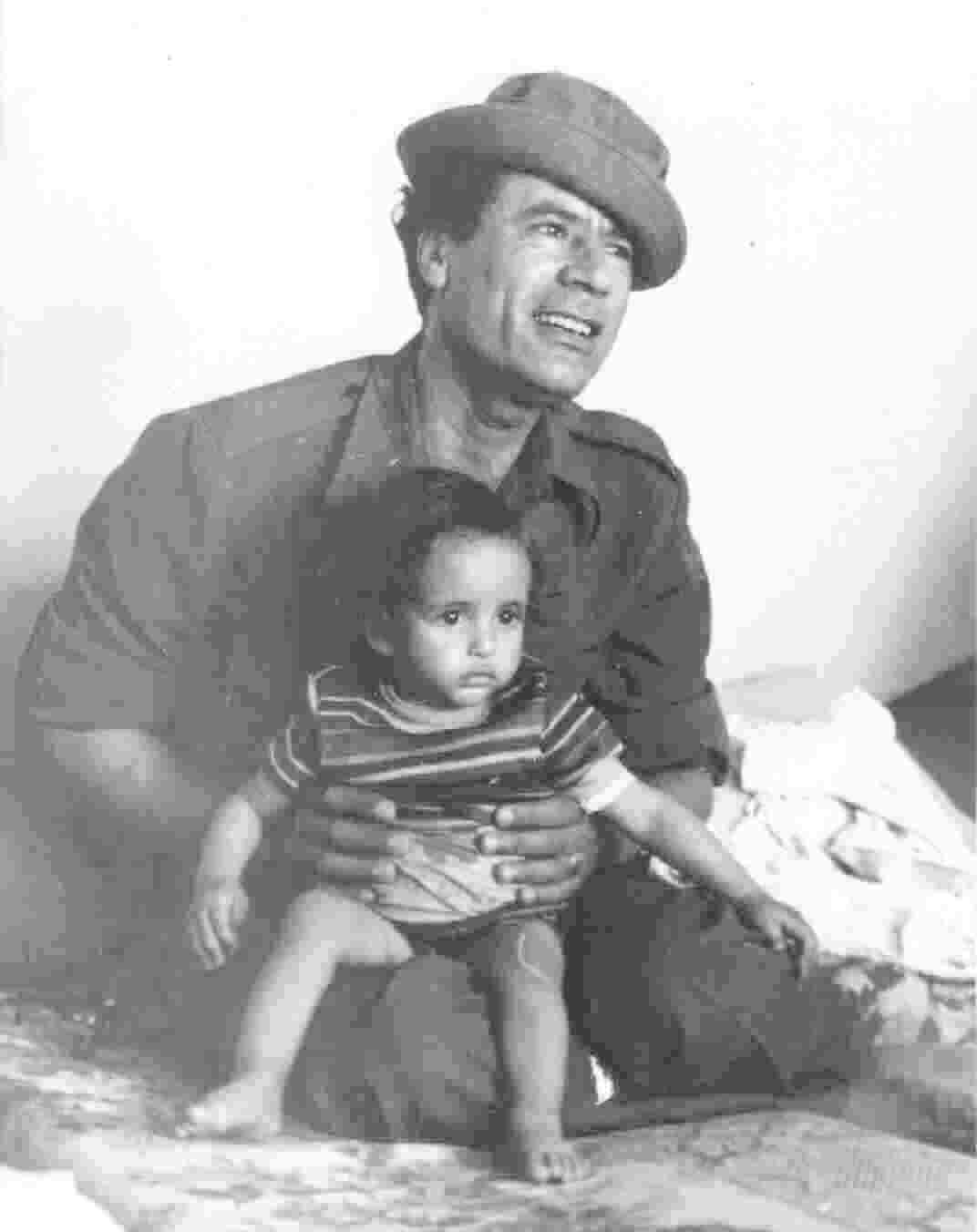
معمر قذافی با کودکی روی پایش در سال ۱۹۷۶ میلادی

قذافی از دو همسر خود یعنی فتحیه نوری و صفیه فرکاش، مجموعاً هشت فرزند داشت.
- محمد پسر بزرگ او که فرزند همسر اول اوست در زمان زمامداری پدرش، مدیر کمیتهٔ المپیک لیبی بود که این کمیته مالک بیش از ۴۰٪ سهام شرکت‌های نوشیدنی در لیبی بود. او همچنین صاحب امتیاز شرکت کوکاکولا و مدیر شرکت ارتباطات زمینی و بی‌سیم لیبی و شرکت‌های زیرمجموعه بود.

او در حال حاضر در عمان در تبعید است.
- سیف الاسلام قذافی که مشهورترین فرزند قذافی می‌باشد نتیجه ازدواج او و صفیه فرکاش است. به سیف الاسلام که دارای مدرک دکترای اقتصاد از لندن است، همواره به عنوان جانشین پدر نگاه می‌شد. او در سال ۲۰۰۹ میلادی، عبدالباسط مقرحی، متهم اصلی حادثه لاکربی را که اسکاتلند او را به دلیل بیماری سرطان آزاد کرده بود، در بازگشت به لیبی همراهی کرد. سیف الاسلام که مدیر سازمان جهانی خیریه قذافی بود. او پس از ناآرامی‌ها در لیبی، بارها در تلویزیون لیبی حاضر شده و به ملت دربارهٔ احتمال وقوع جنگ‌های داخلی هشدار داده بود. در ابتدا لویس اوکامبو رئیس دادگاه بین‌المللی پس از ورود مخالفان به طرابلس خبر دستگیری سیف‌الاسلام را تأیید کرد ولی بعدها اعلام شد که هیچ تأیید رسمی در این‌باره از سوی مخالفان قذافی دریافت نکرده است.[۴۳] سیف‌الاسلام نیز با ظاهر شدن در خیابان‌های طرابلس خبر دستگیری خود را تکذیب نمود و از خبرنگاران رسانه‌های گروهی خواست به همراه او به مناطقی که مخالفان ادعای سیطره بر آن مناطق را دارند، سرکشی نمایند.[۴۴][۴۵][۴۶][۴۷] او پس از مرگ پدر، رهبری مبارزه با نیروهای شورای انتقالی را عهده‌دار گشته و با ارسال یک پیام صوتی زنده از شبکه تلویزیونی الرای، مخالفان را موش نامیده و تأکید کرد که مقاومت ادامه خواهد داشت.[۴۸] او مدتی پس از کشته شدن پدرش درحالی که می‌خواست به نیجر بگریزد توسط نیروهای انقلابی دستگیر شده درحالی‌که انگشتان یک دستش را قطع کرده بودند در شهر زنتان زندانی شد.

بعد از چند سال و رایزنیها و روابط دیپلماتیک دادگاه لاهه سازمان ملل نهایتاً او از زندان آزاد شد. سیف الاسلام با ایجاد روابط بین‌المللی با روسیه و امارات و مصر و نزدیکی با قبایل و وفاداران به دولت پدرش، خود را برای ریاست جمهوری لیبی نامزد نمود.
- الساعدی پسر سوم قذافی‌است که سابقه سه فصل حضور در لیگ فوتبال ایتالیا و بازی در تیم‌های پروجا، اودینزه و سمپدریا را دارد. او سهامدار تیم یوونتوس ایتالیا بود و مدتی رئیس فدراسیون فوتبال لیبی بود. او که دارای مدرک مهندسی‌است مدتی نیز در نیروهای ویژه لیبی مشغول به خدمت بود.

او توسط انقلابیون دستگیر شد و بعد از چند سال زندان، آزاد شده به ترکیه تبعید شد.
- هانیبال پسر چهارم قذافی‌است. او و همسرش در سوئیس به دلیل بدرفتاری به نوکرشان دستگیر شدند که این موضوع باعث تیرگی روابط لیبی و سوئیس شد. دولت سوئیس پس از آنکه معمر قذافی آن‌ها را تهدید به خارج کردن سرمایه‌گذاری‌های لیبی از آن کشور کرد، از پیگیری پرونده هانیبال صرف‌نظر کرد.

او به دلیل داشتن همسر لبنانی پس با وقوع انقلاب و سرنگونی پدرش، به لبنان رفت ولی در آنجا به دلیل جرایم مختلف دستگیر و زندانی است.
- المعتصم‌بالله پسر پنجم معمر و مشاور امنیت ملی لیبی بود. او در سال ۲۰۰۸ میلادی تقاضای بودجه‌ای ۱٫۲ میلیارد دلاری کرد تا بتواند یک واحد نظامی-امنیتی شبیه واحدی که برادر کوچکترش خمیس قذافی اداره می‌کرد، تأسیس نماید. او به‌همراه پدرش در جریان جنگ داخلی لیبی با انقلابیون در شهر سرت زخمی و اسیر شد اما درگذشت.[۴۹]
- خمیس پسر ششم معمر و فرمانده نیروهای ویژه، تیپ ۳۲، است. تیپ ۳۲ که تیپ خمیس نیز نامیده می‌شود در روسیه آموزش دیده و مسئولیت حمایت از نظام قذافی را دارا بود. او در سرکوب انقلابیون و جنگ داخلی بسیار مؤثر فعال بود. نهایتاً به نیجر رفت. در سال ۲۰۱۲ یکسال بعد از کشته شدن پدرش، به لیبی بازگشت و به‌همراه نیروهای وفادارش علیه دولت انقلابیون جنگید که در حوالی مصراته شکست خورده به‌شدت زخمی شد و جان سپرد.[۵۰]

- عایشه تنها دختر قذافی‌است که معمولاً به امور خیریه می‌پرداخت و کمتر در مسائل داخلی دخالت می‌کرد. عایشه نقش بسیار مهمی در ترمیم چهره بین‌المللی لیبی در سال‌های گذشته داشت و از او و برادرش سیف‌الاسلام می‌توان به عنوان ویترین حکومت لیبی نام برد. عائشه در سال ۲۰۰۴ میلادی به عضویت تیم وکلای صدام حسین رئیس‌جمهور سابق عراق، درآمد. او به‌همراه مادرش در عمان در تبعید زندگی می‌کند.[۵۱]
- هناءدخترخوانده معمر قذافی‌است که گفته می‌شود در بمباران طرابلس از جانب آمریکا زمان ریاست جمهوری ریگان در سال ۱۹۸۶ میلادی کشته شد. البته این حقیقت به اثبات نرسید و گفته می‌شود یکی دیگر از دروغ‌های قذافی می‌باشد. قذافی اولین سخنرانی خود پس از شورش مخالفان را از ساختمانی که هناء در آن کشته شده بود، انجام داد.

- سیف‌العرب پسر کوچک قذافی‌است که شهرت کمتری از برادرانش دارد؛ گفته می‌شد که ساکن شهر مونیخ در آلمان بود. او در ۳۰ آوریل ۲۰۱۱ بر جریان انقلاب بهار عربی لیبی بر اثر بمب‌باران یکی از منازل معمر قذافی از سوی جنگنده‌های ناتو کشته شد. تلویزیون رسمی لیبی اعلام کرد که بر اثر این هجوم هواپیماهای ناتو، سیف‌العرب به همراه ۳ نوه معمر قذافی کشته شدند.
- میلاد برادرزاده قذافی است که معمر او را به فرزندی پذیرفت.

## دوران قدرت

### کودتای نظامی

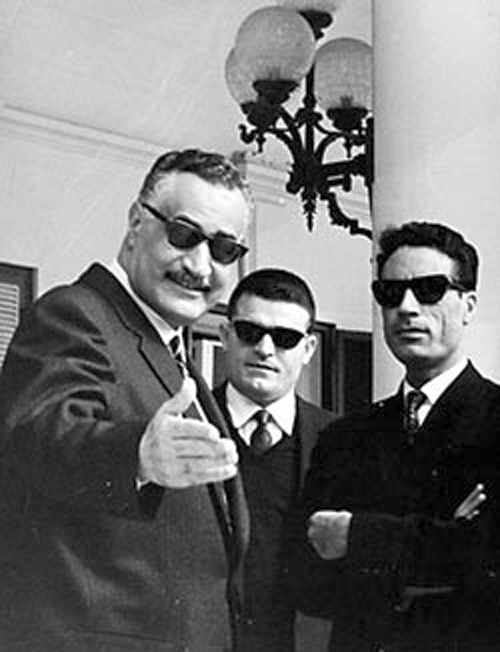
دیدار قذافی و جمال عبدالناصر در تاریخ ۱۹۶۹

در اول سپتامبر سال ۱۹۶۹ میلادی، گروه اندکی از افسران سال سوم دانشکده افسری، موسوم به افسران آزاد، به پیروی از افسرانی که به رهبری جمال عبدالناصر و محمد نجیب در سال ۱۹۵۲ میلادی به حکومت پادشاهی مصر پایان داده بودند، به رهبری معمر قذافی، یک کودتای بدون خون‌ریزی را علیه شاه ادریس اول، هنگامی که برای درمان به ترکیه رفته بود ترتیب دادند. برادرزاده شاه ادریس یعنی سید حسن الرضا المهدی السانوسی به وسیلهٔ افسران نظامی شورشی عزل و در خانه حبس شد. آنان سلطنت را برانداخته و جمهوری عربی لیبی را پایه گذاشتند. یک نقشه عبارت بود از استفاده از سربازان مزدور برای احیای سلطنت که به وسیله دیوید استرلینگ، پایه‌گذار سرویس هوایی ویژه بریتانیا و از نزدیکان خانواده سلطنتی لیبی انجام شد نقشه دوگانه تعیین هیلتون به عنوان یک مرجع کنایه‌ای در زندان‌های لیبی بود همین امر باعث انتقال ۱۵۰ زندانی سیاسی از زندان طرابلس شد. سربازان خود را از این مناطق کاملاً کنار کشیده بودند. علی‌رغم اطمینان استرلینگ، نقشه در مرحله پایانی به وسیله سرویس اطلاعاتی بریتانیا انجام شد. چون دولت ایالات متحده احساس کرد که قذافی ضد مارکسیست است، مخالفتی نکرد.

### سرکوب سیاسی
کمیته‌های شورشی قذافی کاملاً مشابه با سیستم‌های موجود در کشورهای کمونیستی بود. طبق گزارش ۱۰ تا ۲۰ درصد از مردم لیبی برای احیای این کمیته‌ها کار کردند که این یک نسبت از اطلاعات موجود در مورد صدام حسین در عراق یا کیم جونگ ایل در کره شمالی را نیز دربرمی‌گیرد. احیاء در دولت، کارخانجات و بخش تحصیلات رخ داد. اختلاف عقیده داشتن طبق ماده ۷۵ در سال ۱۹۷۳ میلادی ممنوع شد. قذافی اعلام کرد که هر کسی که حزب سیاسی تشکیل دهد اعدام می‌شود. شرکت کردن در مباحثات سیاسی با کشورهای بیگانه یک جنایت قابل مجازات محسوب شده و برای آن ۳ سال زندان در نظر گرفته می‌شد. قذافی آموزش زبان‌های خارجی را از برنامه مدارس حذف کرد. یکی از مخالفان قذافی در سال ۲۰۱۱ میلادی اوضاع را اینگونه شرح می‌دهد.
هیچ‌کدام از ما نمی‌توانیم فرانسوی یا انگلیسی حرف بزنیم. او ما را غافل و کور کرده است.

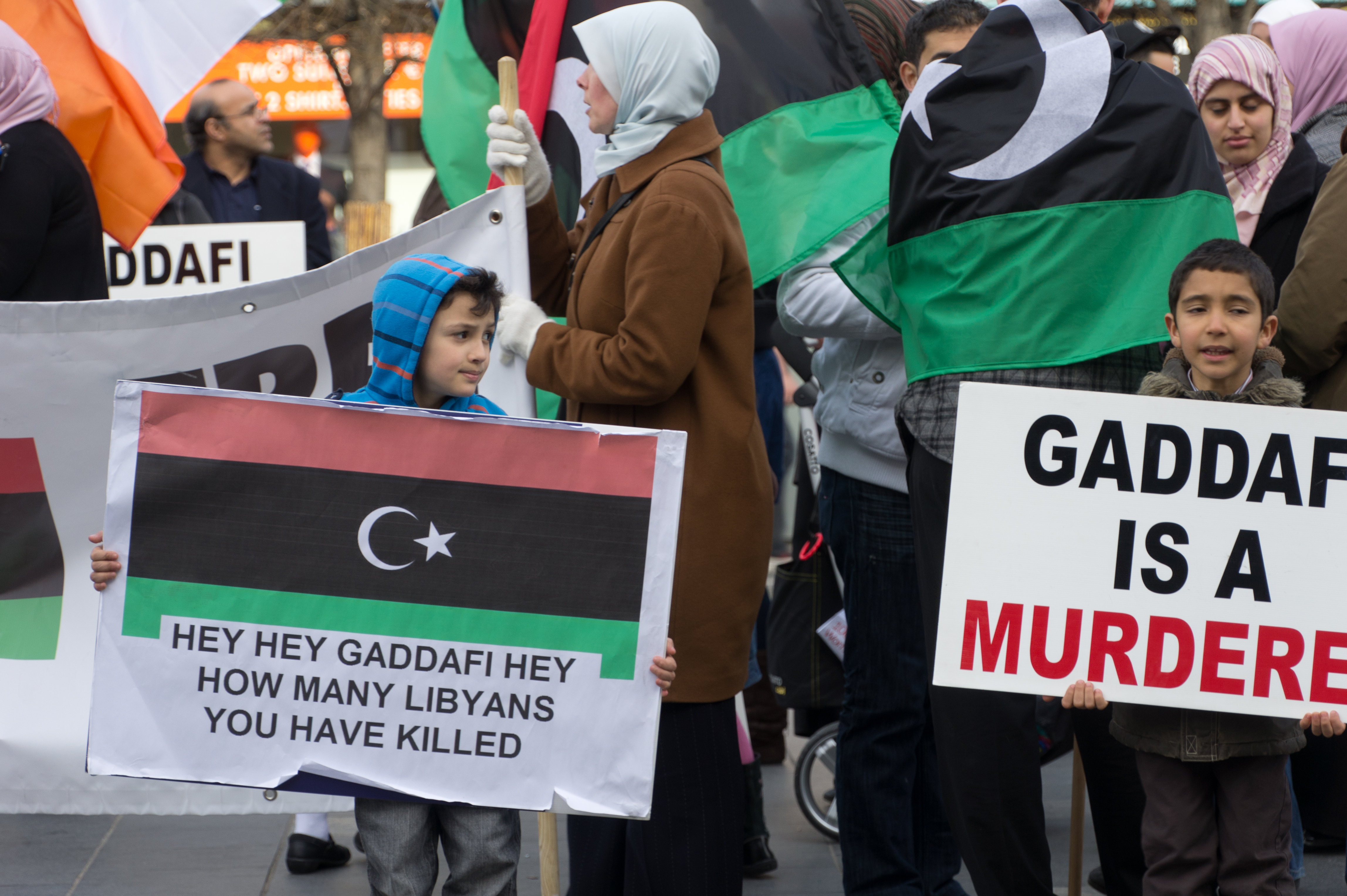
راهپیمایی در دوبلین، ایرلند

رژیم اغلب مردم را در ملأعام اعدام می‌کند و اعدام‌ها در کانال‌های تلویزیونی دولتی مرتباً تکرار می‌شوند. طبق معیارهای مطبوعات آزاد، لیبی تحت فرماندهی قذافی سانسورکننده‌ترین کشور در خاورمیانه و شمال آفریقا است.
در اکتبر ۱۹۹۳ میلادی عناصری از ارتش لیبی قصد ترور او را داشتند که این سوء قصد نافرجام ماند. در ۱۴ ژوئیه ۱۹۹۶ میلادی یک مسابقه فوتبال در طرابلس که توسط فرزند قذافی ترتیب داده شده بود منجر به شورش‌های خونینی در اعتراض به قذافی شد. کنفرانس ملی مخالفان در لیبی، جبهه ملی مبارزه با استثمار لیبی و کمیته ملی لیبی در اروپا، معروف‌ترین گروه‌های مخالف قذافی هستند. در سال ۲۰۰۶ میلادی یک وبگاه که به شکلی فعال در پی براندازی قذافی بود راه‌اندازی شد. این وبگاه ۳۴۳ ترور سیاسی در لیبی را برشمرد. اتحادیه حقوق بشر لیبی، قذافی را به دلیل ناآرامی‌های بنغازی در سال ۲۰۰۶ میلادی، که منجر به کشته شدن ۳۰ لیبیایی و خارجی شده بود، مورد بازخواست قرار داد.
فتحی الجحمی یکی از مخالفان برجسته قذافی بود که از سال ۲۰۰۲ میلادی تا زمان مرگش در سال ۲۰۰۹ میلادی در جهت دعوت به برقراری دموکراسی در لیبی زندانی شد. برای جلوگیری از انتقاد از اوضاع حقوق بشر در لیبی، دیده‌بان حقوق بشر برای انجام تحقیقات دربارهٔ مرگ این منتقد قذافی مشارکت داده نشد.

### اقتصاد
اقتصاد لیبی یک اقتصاد برنامه‌ریزی شده‌بود که از ایده‌های سوسیالیستی قذافی تبعیت می‌کرد. این اقتصاد بستگی به درآمد اولیه بخش نفت داشت که به شکل ویژه‌ای همه درآمدهای حاصل از صادرات و بیش از نیمی از تولید ناخالص ملی را شامل می‌شد. در آمدهای نفتی و جمعیت اندک لیبی، این کشور را به بیشترین درآمد سرانه در تولید ناخالص ملی در آفریقا مبدل کرده‌بود. لیبی رشد مطلوبی به میزان تقریبی ۱۰٫۶٪ رشد در تولید ناخالص ملی از سال ۲۰۰۰ میلادی تا سال ۲۰۱۰ میلادی به دست آورد.

### خدمات عمومی
خدمات بهداشتی گسترده‌ای وجود داشته و مسکن و حمل و نقل به دلیل وجود یارانه‌های دولتی نیز ارزان بود.
طرح رود بزرگ دست‌ساز یک شبکه آب‌رسانی لوله‌ای‌است که روزانه شش میلیون و پانصد هزار متر مکعب آب آشامیدنی از بیابان صحاری و شن‌زارهای نوبیان برای شهرهای شمالی مانند طرابلس، بنغازی و سرت پمپاژ می‌کند. این پروژه متشکل از بیش از ۱۳۰۰ حلقه چاه با عمق بیش از ۵۰۰ متر بود. قذافی از آن به عنوان شگفتی هشتم جهان نام برده و آن را هدیه‌ای به جهان سوم می‌دانست.
معمر قذافی به پروژه تلسکوپ ملی لیبی بودجه‌ای معادل ۱۰ میلیون یورو اختصاص داد که این نشان‌دهنده علاقه او به ستاره‌شناسی است. تلسکوپ روباتیک لیبی دارای ۲ متر قطر عدسی و قابلیت کنترل از راه دور می‌باشد و توسط شرکت REOSC که یک بخش بصری متعلق به شرکت ساژِم (به انگلیسی: SAGEM) فرانسه است در منطقه‌ای بیابانی در نزدیکی کوفرا، در ارتفاع ۲۲۰۰ متر بالاتر از دریا ساخته‌شد. این تلسکوپ در یک محیط باز قرار داده شده است و به وسیله شبکه‌ای متشکل از چهار ایستگاه هواشناسی احاطه شده است. این ایستگاه‌ها که به فواصل ۱۰ کیلومتری از تلسکوپ قرار گرفته‌اند از آن در برابر آسیب عدسی ناشی از طوفان شن محافظت می‌کنند.
دولت قذافی برای بسیاری از اقلام مواد غذایی اساسی، مانند شکر، آرد، رب گوجه، برنج، روغن، چای و… یارانه پرداخت می‌کرد و به همین دلیل، قیمت آن‌ها بسیار پایین بود.
قیمت برق در لیبی، نسبت به دیگر کشورهای جهان، بسیار پایین و برای خانواده‌های کم‌درآمد و مستضعف و فقیر کاملاً مجانی بود.

### آموزشی
در زمان قذافی تحصیلات در لیبی آزاد و رایگان بود و سطح سوادآموزی در کشور به بیش از ۸۵ درصد رسید. دانشجویانی که در رشته‌های تخصصی آموزش می‌دیدند از دریافت یک دستمزد معمولی بهره می‌بردند تا آموزش آن‌ها تمام شود. دولت قذافی تعداد زیادی از دانشجویان سطح عالی را به خارج از کشور بورسیه می‌کرد و ماهیانه ۲ هزار دلار به آن‌ها پرداخت می‌کرد.

### تمبرهای پستی و پول رایج
شرکت‌های پست لیبی تمبرهای زیادی با موضوع قذافی منتشر کرده‌اند، که اولین آن‌ها در جشن ششمین سالروز انقلاب سپتامبر، در سال ۱۹۷۵ میلادی منتشر شد.

### ترورهای سیاسی در خارج از کشور
قذافی دربارهٔ تبعیدها در سال ۱۹۸۲ میلادی گفت: این مردم لیبی هستند که مسئول از بین رفتن چنین تفاله‌ای هستند که تصویر لیبی را در خارج از کشور تغییر داده است.
قذافی شبکه‌ای از دیپلمات‌ها را استخدام کرد و نیروهای تازه‌ای را برای ترور سیاسی صدها منتقد در گوشه و کنار جهان به کار گماشت. اداره عفو بین‌الملل حداقل ۲۵ ترور سیاسی را بین سال‌های ۱۹۸۰ میلادی تا ۱۹۸۷ میلادی گزارش کرد.
در سال ۱۹۸۰ میلادی یک مأمور لیبیایی تلاش کرد فیصل زغالای که یک دانشجوی تحصیل کرده در ایالت کلورادو بود، را ترور کند. گلوله شلیک شده بخشی از بینایی زغالای را گرفت. فرد دیگری نیز ربوده شده و در سال ۱۹۹۰ میلادی درست قبل از دریافت تبعیت آمریکایی اعدام شد.
مأموران قذافی در بریتانیا، در جایی که لیبیایی‌های زیادی در تلاش برای دریافت پناهندگی بودند، بسیار فعال بودند. پس از آنکه سفارت لیبی برای سرکوب تظاهرات ضد قذافی، به سوی یک پلیس زن انگلیسی شلیک کرد و او را به قتل رساند و ده‌ها تن را مجروح کرد، انگلیس در آوریل ۱۹۸۴ میلادی روابط سیاسی خود را با لیبی قطع نمود. پس از آنکه دولت لیبی مسئولیت این رفتار را بعهده گرفت و به خانواده این زن پلیس یش از یکصد هزار دلار غرامت پرداخت کرد، انگلیس در سال ۱۹۹۹ میلادی روابط خود را با لیبی از سر گرفت.
قذافی در سال ۱۹۸۴ میلادی اظهار داشت در صورت لزوم ترورها حتی در شهر مقدس مکه و هنگام ادای فرضیه حج انجام خواهد شد. در اوت همان سال یک توطئه لیبیایی در مکه کشف و خنثی شد.
در سال ۲۰۰۴ میلادی، عاشور شمس یک روزنامه‌نگار لیبیایی-انگلیسی منتقد یک میلیون دلار از دولت لیبی انعام دریافت کرد.
در سال ۱۹۸۸ نیز در سقوط هواپیمای پان آم، موسوم به سانحه لاکربی، بریتانیا و ایالات متحده آمریکا لیبی را مسئول این بمب‌گذاری معرفی کردند. این مسئله موجب تحریم‌های بین‌المللی علیه لیبی شد. در رابطه با این بمب‌گذاری، عبدالباسط المقراحی تنها فردی بود که مورد مجازات قرار گرفت و سپس محکوم به حبس ابد شد. اما او در ۴ اوت ۲۰۰۹ در دیداری که با وزیر دادگستری اسکاتلند، کنی مک‌آسکیل، هنگام بازدید از زندان گرینوک داشت؛ خواستار انتقال به لیبی شد. او سپس بعد از مدتی به‌خاطر ابتلا به سرطان پروستات از زندان آزاد شد؛ که این حرکت موجب انتقاد شدید بریتانیا و آمریکا قرار گرفت. المقراحی با استقبال مردم لیبی به کشورش بازگشت و سیف‌الاسلام قذافی، فرزند معمر قذافی، آزادی او را یک پیروزی برای مردم کشورش دانست.
- در ۱۹۶۹، نیروی هوایی ویژه بریتانیا اس. آ. اس، پس از تقاضای خاندان پادشاهی لیبی برای یک نقشه ترور او برای بازگردانی سلطنت لیبی برنامه‌ریزی کردند.
- در ۱۹۸۱ رئیس‌جمهور فرانسه ژیسکاردستن برای یک نقشه ترور با همکاری مصر نقشه کشید. دولت او با دولت ریگان صحبت کرد ولی آمریکا از این اقدام حمایت نکرد و پس از پایان دوره او لغو شد.[۷۳]
- در ۱۹۸۶ آمریکا لیبی را بمباران کرد و خیمه خانواده قذافی در باب‌العزیزیه در جنوب طرابلس هم مورد حمله قرار گرفت. آمریکا گفت هدف کشتن خانواده او نبوده ولی سرهنگ الیور نورث نقشه‌ای طراحی کرد تا چون طعمه‌ای او را به خیمه‌اش بکشد. این نقشه خلاف قانون آمریکا بود و انجام نشد. او شب قبل از بمباران در تماسی تلفنی خبردار شد و آنجا را ترک کرد. منشأ تماس هنوز نامعلوم است.[۷۴]
- در ۱۹۹۳ بیش از ۲۰۰۰ سرباز لیبیایی تلاش کردند قذافی را بکشند.[۷۵] نیروی هوایی این کودتا را سرکوب کرد.
- در ۱۹۹۶ افراطیون اسلامی به قذافی در نزدیکی سرت حمله کردند.[۷۶] به نظر می‌رسد سازمان جاسوسی بریتانیا به ریاست رابین کوک در آن نقش داشته است. گرچه آنان این را رد کردند ولی مأمور سابق MI6 بعداً ادعا کرد ۱۰۰ هزار پوند برای ترور او سرمایه‌گذاری شده بوده است.[۷۷]
- در ۱۹۹۸ پیکارجویان اسلامی در نزدیکی شهر دیرنه به خودروی او آتش گشودند. یکی از محافظان آمازونی او جان خود را برای حفظ حیات او فدا کرد. آرنج او آسیب دید.[۷۸]

### روحیات
معمر قذافی از روی شواهد موجود می‌توان گفت نفخ و باد شکم بسیار شدیدی داشت؛ ولی نه خودش نگران آن بود و نه در نشان دادن این مشکل و عوارض آن به اطرافیان روی دربایستی داشت. جان سمیسون سردبیر بین‌المللی بی‌بی‌سی می‌گوید: «در یکی از مصاحبه‌هایی که من با او انجام دادم بعد از هر پرسش من سرش را بالا می‌انداخت و قاه قاه می‌خندید. در مصاحبه دیگری که ضبط آن حدود ۴۰ دقیقه طول کشید، او مرتب و با صدای بلند بادی می‌داد. برایش خیلی عادی بود و تلاشی هم نمی‌کرد آن را پنهان کند.».

### برنامه تسلیحات کشتار جمعی
قذافی اقدامات و تلاش‌های خود را برای تولید سلاح‌های کشتارجمعی از سال ۱۹۷۲ میلادی آغاز کرد. از جمله این کوشش‌ها می‌توان به تلاش وی برای خرید بمب هسته‌ای از جمهوری خلق چین اشاره کرد. تاکنون چندین تن از گوشه و کنار جهان به دلیل همکاری با لیبی، برای دستیابی به سلاح‌های شیمیایی مورد پیگرد قانونی قرار گرفته‌اند. تایلند گزارش داد که چند تبعه تایلندی درساختن یک مخزن گازی شرکت کرده‌اند. آلمان نیز یک تاجر اهل آن کشور، به نام یورگن هیپن استایل که در برنامه‌های لیبی برای دستیابی به سلاح شیمیایی همکاری کرده است را به پنج سال حبس محکوم کرد.
بازرسان کنوانسیون سلاح‌های شیمیایی در سال ۲۰۰۴ میلادی تأکید کردند که لیبی دارای ذخیره‌ای معادل با ۲۳ تن گاز خردل و بیش از ۱۳۰۰ تن مواد ترکیبی شیمیایی می‌باشد. چنین مقدار عظیمی از مواد شیمیایی انتظار می‌رفت که خیلی پرهزینه باشد. به دنبال سرنگونی صدام حسین به وسیله نیروهای آمریکایی در سال ۲۰۰۳ میلادی قذافی اعلام کرد که ملتش یک برنامه فعال برای سلاح‌های کشتار جمعی دارد اما می‌خواهد به بازرسان سازمان ملل اجازه دهد که به کشورش بیایند و آن‌ها را مشاهده نمایند و از بین ببرند. رئیس‌جمهور وقت آمریکا، جرج بوش و دیگر حامیان جنگ عراق اعلام قذافی را به عنوان پیامد مستقیم جنگ عراق اعلام کردند. نخست‌وزیر ایتالیا سیلیو برلوسکونی که یکی از آن حامیان بود، ظهار داشت که قذافی به‌طور خصوصی با وی تماس گرفته و اجازه بازرسی را اعلام نموده است. بسیاری از کارشناسان سیاسی خارجی ادعا کردند که اعلام آمادگی قذافی برای پذیرش بازرسان فقط به منظور بهبود بخشیدن روابط با غرب و برداشته شدن تحریم‌ها است. برای حمایت از این مطلب آنان به این حقیقت اشاره کردند که لیبی همیشه پیشنهادهای مشابه این‌چنینی را بیان کرده است. بازرسان بین‌المللی چندین تُن از تسلیحات شیمیایی در لیبی را کشف کردند و همین‌طور از برنامه فعال تسلیحات هسته‌ای دیدن کردند. با ادامه یافتن فرایند از بین بردن این تسلیحات، لیبی همکاری خود را با رژیم‌های کنترلی بین‌المللی بهبود بخشید، تا جایی که در مارس سال ۲۰۰۶ میلادی فرانسه توانست توافق خود را برای توسعه برنامه انرژی هسته‌ای در لیبی اعلام کند. در ۱۵ مه سال ۲۰۰۶ میلادی دولت ایالات متحده اعلام نمود که باید روابط کامل دیپلماتیک را با طرابلس برقرار کند زیرا قذافی اعلام کرده است که برنامه تسلیحات کشتارجمعی خود را کنار گذاشته است. دولت ایالات متحده همچنین افزود لیبی باید از فهرست کشورهای حامی تروریسم حذف شود.

### تلاش برای اتحاد با دیگر کشورها

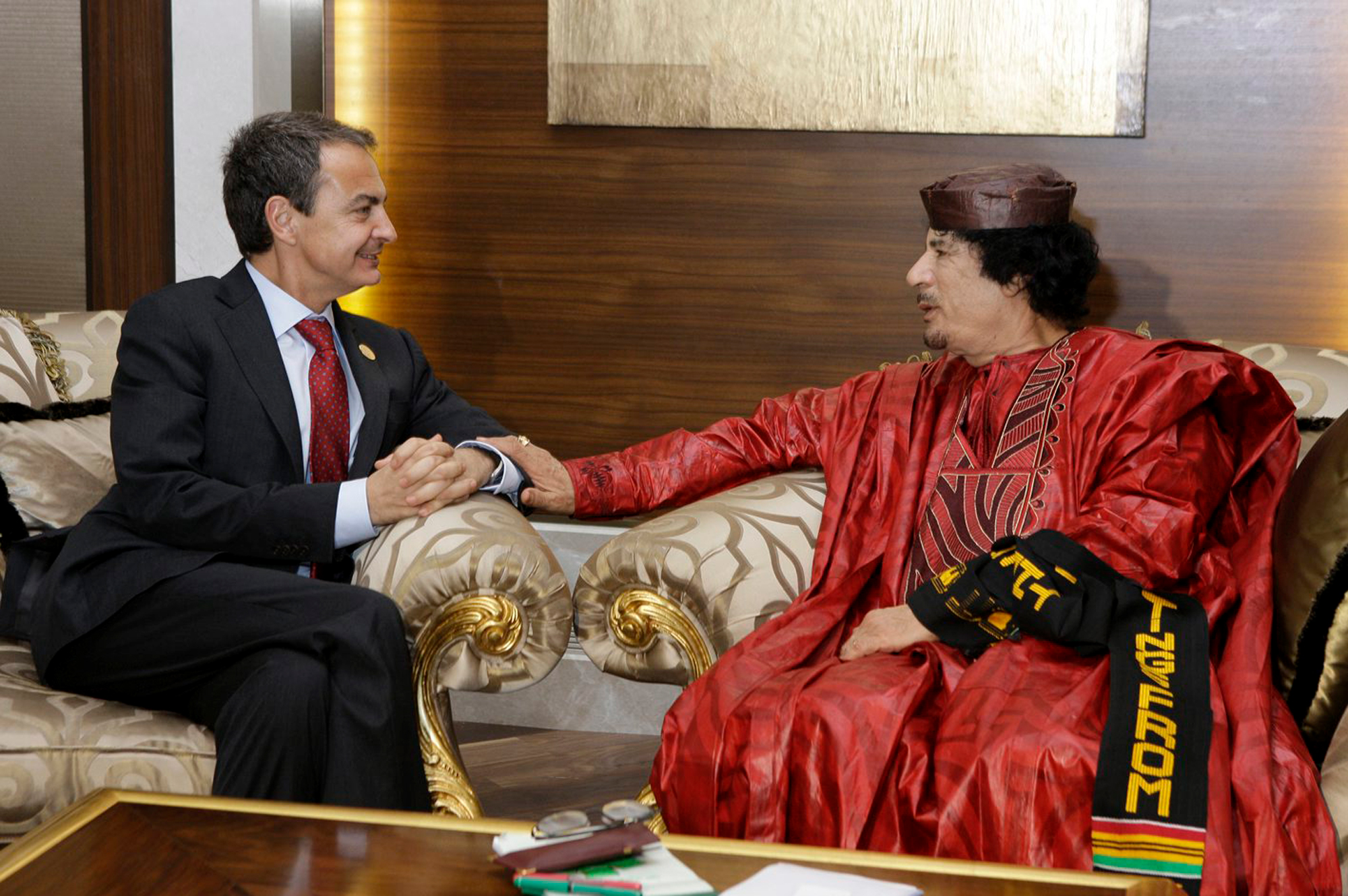
قذافی هنگام گفتگو با نخست‌وزیر اسپانیا، خوزه لوئیز رودریگز زاپاترو

در سال ۱۹۷۱ میلادی قذافی پیشنهاد کرد که با سودان متحد شود اما جعفر نمیری رئیس‌جمهور وقت سودان این پیشنهاد را رد کرد. با توجه به همسایگان لیبی، قذافی از ایده‌های پان عربی جمال عبدالناصر پیروی می‌کرد و با شور و شعف خواهان اتحاد تمام ملت‌های عربی در قالب یک ملت بود. او همچنین از اسلام‌گرایی حمایت می‌کرد و طرفدار اسلام بود. بعد از مرگ ناصر در ۲۸ سپتامبر ۱۹۷۰ میلادی قذافی تلاش کرد تا ردای رهبری ایدئولوژیک پان عرب‌ها را به تن کند. او مجمع جمهوری‌های عربی (لیبی، مصر و سوریه) را در سال ۱۹۷۲ میلادی تشکیل داد، با این امید که یک آیات عرب ایجاد کند، لیکن این سه کشور، یکی شدن را نپذیرفتند. در سال ۱۹۷۴ میلادی او یک توافق‌نامه با حبیب بورقیبه رئیس‌جمهور وقت تونس، بین دو کشور برای متحد شدن امضاء نمود، اما این اتحاد نیز در عمل با شکست مواجه شد و تفاوت‌های فراوانی که بین دو کشور وجود داشت مانع از ایجاد یک اتحاد قدرتمند گردید.
در سال ۱۹۸۴ میلادی او معاهده وجده را با حسن دوم پادشاه مراکش باهدف اتحاد دو کشور، امضاء کرد و بر اساس این اتحاد، در زمینه‌های فرهنگی، سیاسی و اقتصادی مشارکت داشته باشند و مراکش به حمایت خود از جبهه ملی نجات لیبی پایان دهد، در مقابل لیبی نیز از جبهه پولیساریو حمایت نکند. در سال ۱۹۸۶ میلادی حسن دوم در شهر افران، با شیمون پرز نخست‌وزیر وقت اسرائیل دیدار کرد. این دیدارها از جانب دولت لیبی خیانت و پیمان‌شکنی تلقی شد و موجبات نقض معاهده را فراهم آورد.

### ارتش اسلامی
قذافی در سال ۱۹۷۲ میلادی نیرویی را موسوم به «ارتش اسلامی» تشکیل داد که به وسیلهٔ آن در جهت یکپارچه‌سازی و عربی کردن منطقه گام بردارد. اولویت فعالیت ارتش اسلامی، چاد و سودان بود. در استان دارفور که در غرب سودان واقع شده بود قذافی از تشکیل مجمع عربی حمایت کرد. این مجمع که زیر نظر جرارد پرونیر فعالیت می‌کرد، یک سازمان ستیزه‌جوی پان‌عرب بود که بر عربی بودن دارفور تأکید داشت.
ارتش اسلامی اغلب متشکل از مهاجران کشورهای ساحلی فقیر بود، لیکن بر اساس یک منبع موثق، هزاران پاکستانی که با هویت‌های جعلی در شهرهای لیبی کار می‌کردند نیز عضو این ارتش بودند. به‌طور کلی می‌توان گفت اعضای این ارتش مهاجرانی بودند که بدون هیچ تفکری راجع به جنگ به لیبی رفته بودند. اینان آموزش‌های نظامی اندکی دیده و تعهد کمی به ارتش داشتند. یک روزنامه‌نگار فرانسوی دربارهٔ نیروهای این ارتش در چاد می‌گوید: آن‌ها همه عرب، خارجی یا آفریقایی-آمریکایی بودند که برخلاف تصورشان که گمان می‌کردند با آمدن به لیبی می‌توانند یک شغل اجتماعی بیابند، به استخدام نیروهای نظامی درآمده و می‌بایست در بیابان‌های ناشناخته به جنگ می‌پرداختند.
در آغاز سال ۱۹۸۷ میلادی با حمله لیبی به چاد ارتش اسلامی نیروهای خود را در استان دارفور مستقر کرد. حملات متداوم در طول مرز باعث ایجاد تنازعات قومیتی در استان دارفور شد و این کشمکش‌ها باعث کشته شدن بیش از ۹۰۰۰ نفر در بازه زمانی ۱۹۸۵ میلادی تا ۱۹۸۹ میلادی شد. جنجویدها گروهی بوند که در سال ۲۰۰۰ میلادی متهم به نسل‌کشی شدند، در سال ۱۹۸۸ میلادی به رهبری برخی از سران سابق ارتش اسلامی تشکیل شد.

### ایالات متحده آفریقا

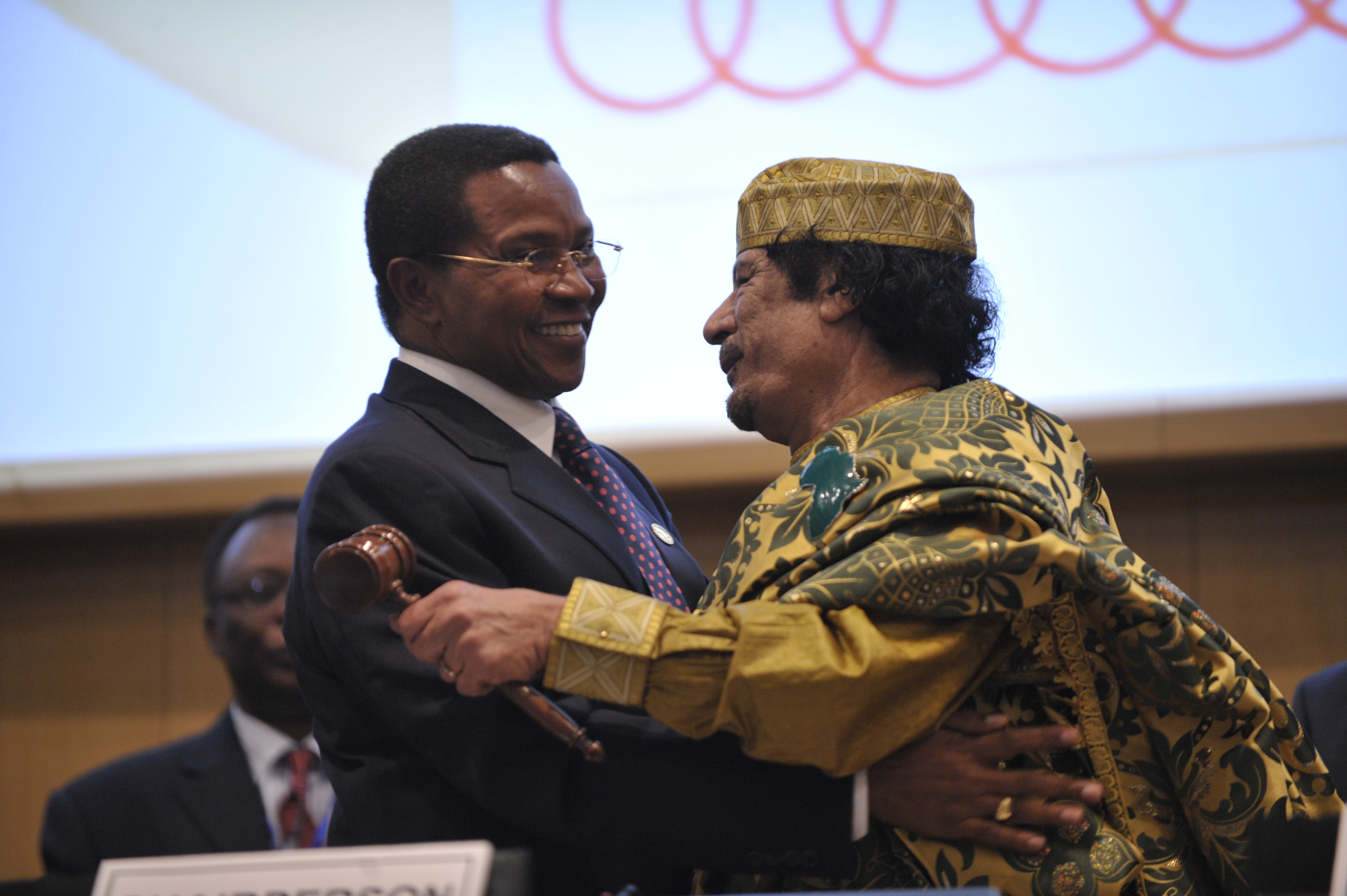
قذافی در یکی از نشست‌های سران آفریقا

در ۲۹ اوت سال ۲۰۰۸ میلادی، قذافی یک جشن عمومی در بنغازی با حضور ۲۰۰ حکمران و پادشاه آفریقایی ترتیب داد و در آنجا به خود لقب شاه شاهان آفریقا را داد که این در واقع بخشی از تلاش او برای تشویق حکام آفریقایی و دولت‌های متبوعشان برای پیروی از قذافی در قالب اتحادی بزرگ بود. دیدگاه‌های قذافی در این‌باره و دربارهٔ یکسان‌سازی نظامی در آفریقا با واکنش دیگر دولت‌های آفریقایی مواجه شد.
در اول فوریه ۲۰۰۹ میلادی یک جشن تاج‌گذاری در آدیس آبابا پایتخت اتیوپی در ۵۳مین سالگرد تأسیس اتحادیه آفریقا برگزار شد و در آن مراسم قذافی به عنوان رئیس این اتحادیه انتخاب شد. قذافی در آن مراسم به رهبران آفریقایی گفت: من به تلاش خود برای رسیدن به ریاست ایالات متحده آفریقا ادامه خواهم داد. گردهمایی او برای حاکمان آفریقا که بنا بود در ژانویه ۲۰۰۹ میلادی برگزار شود، از جانب مهمانان اوگاندایی لغو شد؛ زیرا دعوت از رهبران محلی و بحث دربارهٔ امور سیاسی داخلی، برخلاف قوانین اوگاندا بود و بنا به گفته جیمز ماگوم، سخنگوی وزارت امور خارجه اوگاندا این رفتارها می‌تواند به بی‌ثباتی کشور متبوعش منجر شود.

### جنگ‌ها و منازعات بین‌المللی
در اوایل سال ۱۹۶۹ میلادی قذافی یک رشته عملیات نظامی را برابر کشور همسایه چاد تأمین مالی کرد. او همچنین گاهی منازعات منطقه‌ای با چاد در منطقه اوزو که از سال ۱۹۷۳ میلادی تحت اشغال لیبی بود، ایجاد می‌کرد. در سال ۱۹۸۷ میلادی منازعات بین لیبی و چاد و همچنین اشغال اوزو از جانب لیبی پایان یافت و بین دو کشور آتش‌بس برقرار شد. پس از بیانیه دیوان بین‌المللی دادگستری در اینباره به تاریخ ۱۳ فوریه ۱۹۹۴ میلادی، لیبی در ژوئن همان سال به‌طور کامل از خاک چاد عقب‌نشینی کرد.
دولت چاد آن زمان به رهبری حسین حبری کمک‌های مالی فراوانی از آمریکا و فرانسه دریافت می‌کرد. این کمک‌ها منجر به پیروزی چاد در جنگ تویوتا به سال ۱۹۸۷ میلادی شد. بر پایه منابع دولت آمریکا، لیبی در این جنگ بیش از ۱۰ درصد ارتش خود را از دست داد. بیش از ۷۵۰۰ نفر از ارتش لیبی کشته و ۱٫۵ بیلیون دلار به تجهیزات نظامی آن کشور خسارت وارد شد. که البته در مقابل چاد نیز ۱۰۰۰ نیروی ارتشی خود را از دست داد.
قذافی در سال ۱۹۷۷ میلادی ارتش خود را برای جنگ با مصر به مرزهای مشترک دو کشور گسیل داشت که مصر توانست نیروهای قذافی را به عقب براند.
اتحادیه آفریقا
در سال ۱۹۷۰ میلادی بعد از دستور قذافی مبنی بر اخراج ایتالیایی‌ها از لیبی، اتباع آن کشور ناچار به خروج از لیبی شدند.
مرکز انقلاب جهانی قذافی (WRC) در نزدیکی بنغازی به مرکز آموزش گروه‌های رانده شده از سوی قذافی مبدل گشت.
قذافی از چارلز تیلور دیکتاتور لیبریا حمایت کرد و آموزش‌های لازم را در اختیار او قرار داد. تیلور کسی بود که به دلیل ارتکاب جنایت‌های جنگی در سیرالئون، از سوی دادگاه ویژه سیرالئون به اتهام جنایت علیه بشریت تحت تعقیب بود. فودی سنکوح مؤسس جمهوری متحد انقلابی نیز توسط قذافی آموزش دیده بود.
پس از آنکه دادگاه بین‌المللی برای عمر البشیر رئیس‌جمهور سودان به اتهام نسل‌کشی در دارفور دستور دستگیری صادر کرد، قذافی به این حکم اعتراض کرد و اعلام کرد که ICC شکل جدیدی از تروریسم جهانی را نمایانده است. قذافی از اتحاد تازه تأسیس اتیوپی به نام منجیستوهایل مریم حمایت کرد. بعدها این اتحاد در تاریخ معاصر غیرقانونی شناخته شد.
قذافی در سال ۲۰۰۱ میلادی در اعتراض به فیلیکس پاتاسه، در جمهوری جمهوری آفریقای مرکزی مداخله نظامی‌کرد. پاتاسه قراردادی امضاء کرده بود که به موجب آن لبیی باید به مدت ۲۹ سال تمامی منابع طبیعی کشور متبوعش مانند اورانیوم، مس، الماس و نفت را مصادره می‌کرد.
پس از پیروزی انقلاب ایران، قذافی ضمن حمایت و فرستادن معاونش، لقب ام‌القُرای جهان اسلام را به ایران داد.
پس از آغاز جنگ معمر قذافی، ۲۰ روز پس از آغاز رسمی تهاجم عراق علیه ایران در سپتامبر ۱۹۸۰، پیامی را برای حکام کشورهای عربی فرستاد. معمر قذافی در این پیام به‌طور آشکار از کشورهای عربی خواست تا به جای اینکه در کنار ایالات متحده آمریکا علیه برادران مسلمان ایرانی وارد جنگ شوند، در کنار ایران و علیه صدام باشند؛ این پیام برای پادشاه سعودی نیز فرستاده شده بود. در همان روز، عراق رابطه خود را با لیبی قطع کرد و صدام، رئیس‌جمهور سابق عراق علیه تصمیم لیبی موضع گرفت؛ در اکتبر ۱۹۸۰ روزنامه رسمی دولت وقت عراق «الجمهوریه» این اقدام لیبی را مبنی بر همراهی با ایران «خائنانه» توصیف کرد.
قذافی در زمان جنگ ایران و عراق بارها از ایران خواسته بود که ایران به عربستان که حکومت وابسته به آمریکا بود حمله کند که از سوی ایران انجام نشد.
لیبی در زمان جنگ علاوه بر کمک‌های تسلیحاتی معمول، موشک‌های بالستیک دوربرد ساخت روسیه را در اختیار ایران قرار داد.
در قبل از انقلاب ایران تعدادی از مبارزان ایرانی مخالف شاه و موافق با آرمان فلسطین از جمله محمد منتظری در لیبی آموزش چریکی می‌دیدند و دارای روابط نزدیک با قذافی بودند. در زمان جنگ نیز مقامات ایران از جمله محسن رفیق‌دوست پاسدار و هاشمی رفسنجانی و سیدعلی خامنه‌ای مسافرت‌های رسمی به لیبی و دیدار با قذافی داشته‌اند.
 اتحادیه اروپا
بعد از حملات دسامبر ۱۹۸۵ میلادی به فرودگاه‌های رم و وین که به کشته شدن ۱۹ نفر و زخمی شدن ۱۴۰ نفر انجامید، قذافی در سخنانی اعلام کرد که تا زمانی که کشورهای اروپایی از لیبیایی‌های مخالف قذافی حمایت کنند، لیبی به حمایت خود از ارتش سرخ و ارتش جمهوری‌خواه ایرلند ادامه خواهد داد. وزیر امورخارجه لیبی نیز در سخنانی آن حملات را عملی قهرمانانه خواند.
در آوریل ۱۹۸۶ میلادی مأموران لیبی کلوپ شبانه لابل در غرب برلین را بمب‌گذاری کردند و باعث کشته شدن ۳ نفر زخمی‌شدن ۲۲۹ نفر شدند. اطلاعات تکمیلی دربارهٔ این عملیات سال‌ها بعد در آرشیوهای استاسی به دست آمد. بعد از اتحاد دوباره آلمان در سال ۱۹۹۰ میلادی، مأموران لیبی که تجهیزات عملیات را از کاردار سفارت لیبی خواسته بودند تحت تعقیب گرفتند.
در اتریش جورج هایدر ده‌ها میلیون دلار از قذافی و صدام حسین دریافت کرد.
لیبی معاهدات نزدیکی با رژیم اسلوبودان میلوشویچ برقرار کرد. قذافی خود را در زمره صرب‌های ارتودکس در برابر مسلمانان بوسنی و آلبانیایی‌تبار کوزو قرار داد. حتی زمانی که میلوشویچ به پاکسازی قومی در مقیاسی بزرگ در قبال آلبانیایی‌ها محکوم شده بود، قذافی از او حمایت کرد.
 لبنان
در اوت ۱۹۷۸ میلادی سید موسی صدر، رهبر شیعیان لبنان، و دو تن از همراهانش به لیبی سفر کرده تا ملاقاتی رسمی با دولت آن کشور داشته باشند. پس از آن مسافرت از موسی صدر و همراهانش اطلاعی در دست نیست. موسی صدر جنبش امل را که یک جنبش شیعی بود در لبنان پایه‌گذاری کرده بود. لیبی پیوسته مسئولیت سرنوشت موسی صدر را از خود ساقط کرده و گفته که وی و همراهانش لیبی را به مقصد ایتالیا ترک کرده‌اند. ناپدید شدن صدر به یک مشاجره دائمی بین لیبی و لبنان مبدل گشت. این در حالی است که در نوامبر ۲۰۱۱، احمد رمضان، یکی از نزدیکان سابق قذافی، در یک مصاحبه با یکی از شبکه‌های تلویزیونی واقع در دبی گفته است که سید موسی صدر بعد از ملاقات با معمر قذافی، به دستور قذافی کشته شده است.
رباب الصدر در گفتگوی اختصاصی با شبکه تلویزیونی المیادین گفت: «مقامات لیبیایی در سال‌های اخیر مایل بودند به توافقی با ما دست پیدا کنند که ما آن را نمی‌پذیرفتیم. آن‌ها پیشنهاد پرداخت پول در مقابل مختومه شدن پرونده ناپدید شدن امام موسی صدر را مطرح کردند. آن‌ها بارها تماس گرفتند ولی ما پیشنهاد را رد کردیم، ما پول‌پرست نیستیم».
 اسرائیل
در ۱۱ ژوئن ۱۹۷۲ میلادی قذافی اعلام کرد آزادی فلسطین، آرزوی هر فرد عرب است. به‌همین منظور هر تبعه لیبی باید آموزش‌های نظامی کافی را ببیند تا بتواند برای مبارزه آماده باشد. او همچنین حمایت مالی از این حملات را تضمین کرد. در سال ۱۹۷۳ میلادی با آغاز جنگ یوم کیپور، قذافی دو اسکادران جنگنده، یک تیپ زرهی و کمک‌های مالی را به مصر روانه کرد.
 اوگاندا
قذافی حامی اصلی رئیس‌جمهور اوگاندا، عیدی امین بود. عیدی امین به پاس قدردانی، زمانی که در لیبی بود، با دختر قذافی ازدواج کرد؛ اما دختر قذافی بعدها از او جدا شد. قذافی در حمایت از امین به تانزانیا لشکرکشی کرد. نزدیک به ۶۰۰ سرباز ارتش لیبی در دفاع از رژیم امین کشته شدند.
 بریتانیا
در سال ۱۹۷۶ میلادی پس از یک سری عملیات که توسط ارتش آزادی‌خواه ایرلند انجام شد، قذافی اعلام کرد: بمبی که در بریتانیا کار گذاشته شده‌بود و منجر به جریحه‌دار شدن روح بریتانیایی‌ها شد، بمب مردم لیبی بود. ما آن را برای انقلابیون ایرلندی فرستادیم تا بریتانیایی‌ها بهای کارهای قبلی خود را بپردازند.
پس از اعدام دو تن از مخالفان دولت در لیبی در آوریل ۱۹۸۴ میلادی، پناهندگان لیبیایی ساکن لندن به نشانه اعتراض تظاهرات کردند. دیپلمات‌های لیبی به ۱۱ نفر از معترضان تیراندازی کردند. این تیراندازی‌ها منجر به کشته شدن یک زن پلیس شد و بر اثر آن روابط لیبی و بریتانیا به درازای یک دهه تیره شد.
پس از حمله مخالفان به شهر سرت در سال ۱۹۹۶ میلادی، سرویس اطلاعاتی بریتانیا مدارکی ارائه کرد که قذافی را به کشتارجمعی متهم می‌ساخت. این موضوع توسط رابین فینلایسون کوک وزیرخارجه وقت بریتانیا تکذیب شد. بعدها وزارت امور خارجه بریتانیا اظهار داشت، هیچ‌گاه موضوع را تکذیب نکردیم و ما از توطئه‌ها علیه قذافی باخبر بودیم.
 ایالات متحده آمریکا

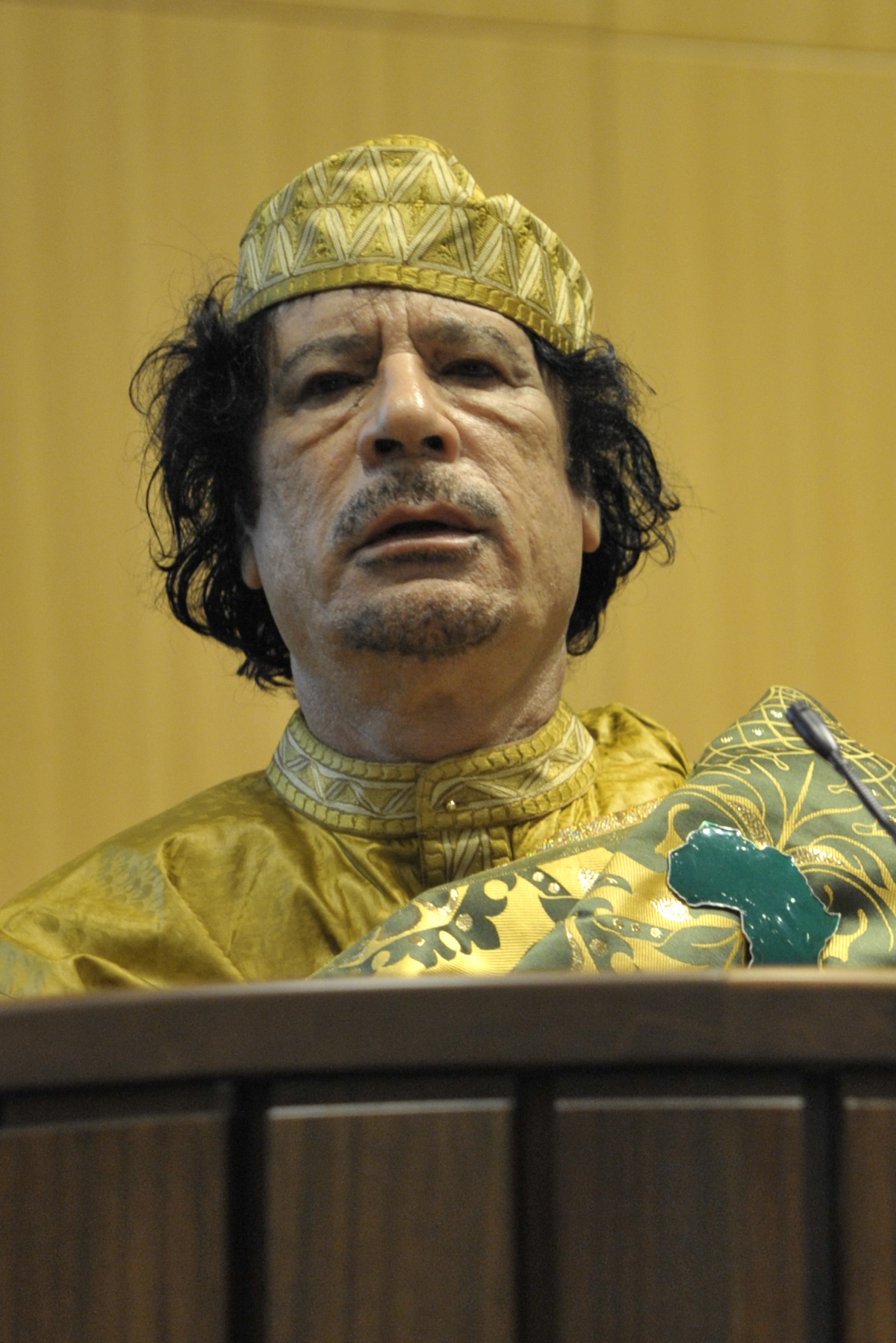
قذافی در سازمان ملل

در سال ۱۹۸۱ میلادی قذافی دربارهٔ تروریسم رئیس‌جمهور آمریکا رونالد ریگان سخن گفت و در پاسخ، ریگان او را «سگ دیوانه» خاورمیانه نامید. در دسامبر همان سال وزارت امور خارجه ایالات متحده آمریکا گذرنامه‌های مسافرت به لیبی را باطل کرد و در مارس ۱۹۸۲ میلادی واردات نفت لیبی را نیز تحریم کرد.

## رابطه با ایران

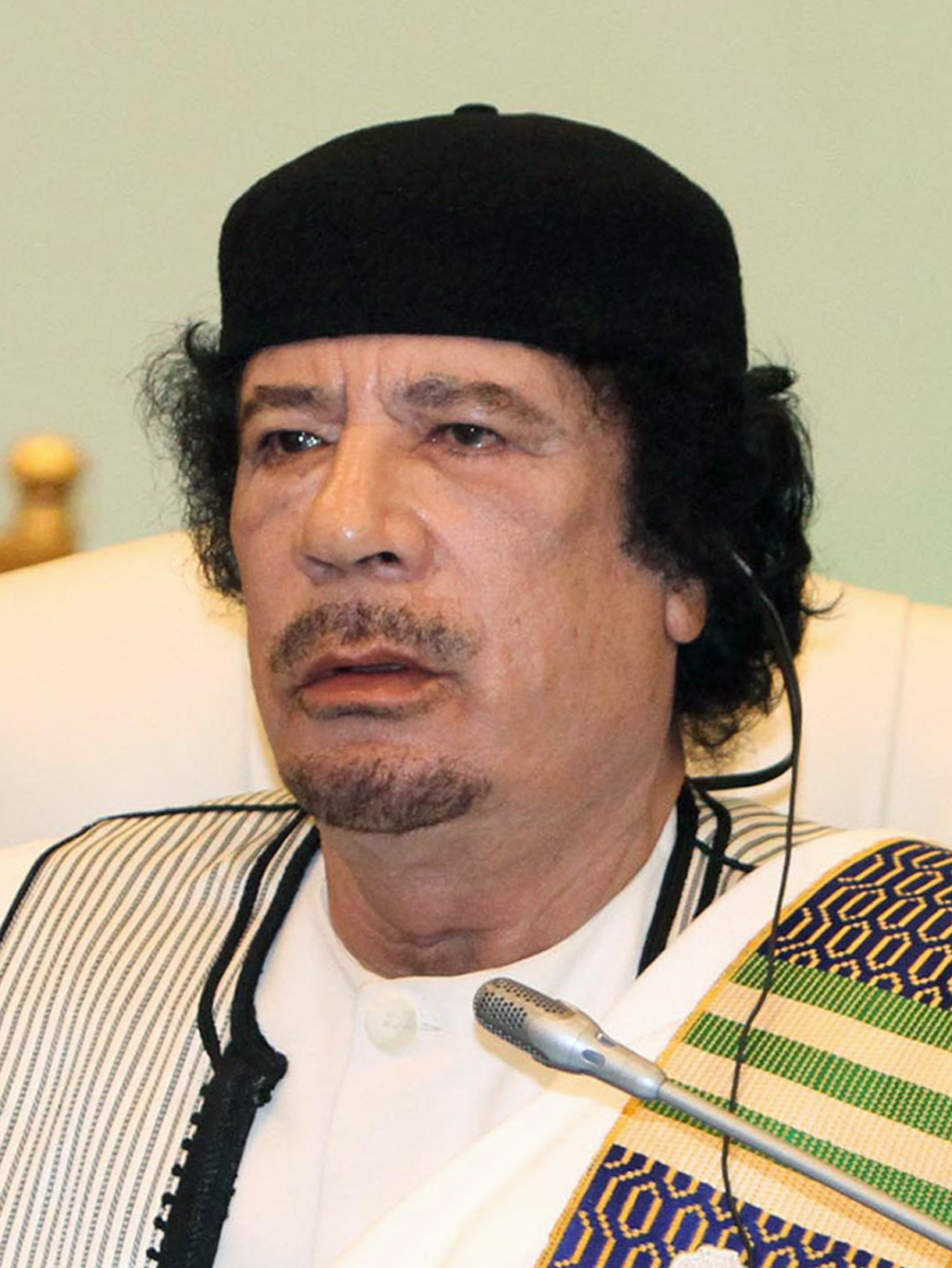
معمر قذافی در ۲۰۱۰

### در زمان حکومت پهلوی
از تاریخ ۱ سپتامبر ۱۹۶۹ که معمر قذافی توانست قدرت سیاسی را در لیبی به دست گیرد، وی به جبهه رهبران عرب مخالف سیاست‌های حکومت پهلوی پیوست. در این زمان رهبرانی از جمله جمال عبدالناصر، یاسر عرفات، علی ناصر محمد و حافظ اسد به دلیل سیاست‌های منطقه‌ای ایران و جبهه‌گیری متضادی که نسبت به جنگ شش‌روزه داشت، به مخالفان حکومت وقت ایران کمک می‌کردند؛ که با روی کارآمدن قذافی این جبهه قویتر نیز شد. پس از سقوط حکومت ناصر در مصر و روی کار آمدن انور سادات، لیبی بیشترین رابطه را با مخالفان اسلامگرای حکومت پهلوی در ایران بر عهده گرفت.
در بین سالهای ۱۳۵۳ تا ۱۳۵۷ قذافی بیش از پانزده میلیون دلار پول در اختیار روح‌الله خمینی قرار داد. خمینی این مبلغ را برای تبلیغات و هزینه ماهیانه طلبه‌ها هزینه کرد. در زمانی که طلبه‌ها ماهی چهارهزار تومان از شریعت مداری دریافت می‌کردند؛ خمینی شروع به پرداخت ماهی بیست هزار تومان کرد و نتیجه اش پذیرفته شدن به عنوان العظمی از طرف طلبه‌های داخل ایران شد..

### پس از انقلاب ۱۳۵۷
پیروزی انقلاب اسلامی ایران در بهمن ۱۳۵۷، فصل جدیدی در روابط ایران و لیبی بود. دولت انقلابی لیبی به رهبری معمر قذافی، مناسبات صمیمانه‌ای با دولت پهلوی نداشت. ادعاهای ناسیونالیستی آن زمانِ قذافی دربارهٔ خلیج فارس و جزایر سه‌گانه، دولتمردان ایرانی را به سمت قطع رابطه با لیبی سوق داده بود. این قطع رابطه تا سال‌های ابتدایی پیروزی انقلاب ادامه یافت. قذافی و یارانش، مدتی پیش از فرارسیدن بهمن ۱۳۵۷، طی سخنرانی‌هایی از حرکت انقلابی ایران حمایت کردند. او در مصاحبه‌ای در بهمن ۱۳۵۸ هم اعلام کرد که «من بارها نظر خود را در مورد انقلاب ایران بیان داشته‌ام و همیشه آن را نیز نه به عنوان انقلاب ایران، بلکه انقلاب اسلامی در جهان تلقی کرده‌ام.»
با این حال دربارهٔ نوع تعامل با قذافی، دو دیدگاه متضاد در میان نیروهای دخیل در انقلاب به وجود آمد. گروهی، به دلیل مسئله ناپدیدشدن امام موسی صدر و ادعاهای قذافی در سال‌های پیش از پیروزی انقلاب مبنی بر ایجاد دولت عربی در جنوب ایران یا استقلال کردستان، مخالف ارتباط با قذافی بودند. اما در مقابل، افراد و گروه‌هایی هم بودند که ضمن تأکید بر پیگیری مسئله سیدموسی صدر، عدم ارتباط با دولت لیبی را در آن مقطع زمانی به نفع امپریالیسم جهانی می‌دانستند.
عمده مناسبات رهبر وقت، روح‌الله خمینی با لیبی، از نوفل‌لوشاتو شروع می‌شود. نخستین مسئله، تلاش برخی همراهان خمینی برای یافتن محل بعدی اقامت وی پس از پاریس بود. افرادی مانند علی جنتی و سید محمد غرضی، به لیبی رفتند تا با قذافی دربارهٔ انتقال خمینی به این کشور در صورت نیاز، مذاکره کنند. آنها پس از جلب نظر مثبت قذافی نزد خمینی می‌روند. امام به آنها می‌گویند: «قذافی شایسته اعتماد نیست» و جمله‌ای با این مضمون می‌گوید که با طناب قذافی نمی‌شود به داخل چاه رفت. اتفاق دیگری که در نوفل‌لوشاتو رخ می‌دهد، سؤالی است که پیرامون دریافت کمک‌های مالی از لیبی از خمینی پرسیده می‌شود. وی به‌طور صریح پاسخ می‌دهند که «نماینده لیبی آمده است اینجا لکن در مسائل دیگری با من صحبت کرده است و اصلاً صحبت مسائل مالی نشده است. نه لیبی و نه کشورهای دیگر به من کمک مالی نکرده‌اند و من احتیاج به کمک مالی ندارم.» اتفاق دیگر، نامه‌نگاری خمینی با قذافی در مسئله سیدموسی صدر است. در همان نوفل‌لوشاتو، خمینی در نامه‌ای به تاریخ ۲۶ مهر ۱۳۵۷، خطاب به قذافی می‌نویسند: «از دولت خودتان بخواهید ما را از سلامت ایشان و محل اقامتشان مطلع نموده نگرانی‌ها را رفع کنند.»
بنابراین، روح‌الله خمینی، هم به قذافی بی‌اعتماد بود و هم در مسئله سیدموسی صدر، نسبت به دولت لیبی ادعا داشت. از این‌رو با پیروزی انقلاب اسلامی، خمینی قویاً از سفر قذافی به ایران و دیدار با او جلوگیری کرد. اتفاقی که تا پایان عمر قذافی هم روی نداد و او هیچ‌گاه به ایران سفر نکرد. با این حال، رهبر انقلاب ایران، از میان دیدگاه‌های دوگانه فوق، دیدگاه دوم را برگزید. خمینی در عین تأکید بر ضرورت پیگیری مسئله امام صدر، ایجاد رابطه‌ای کنترل‌شده با دولت لیبی را در دستور کار قرار داد. از این رو، عبدالسلام جلود، معاون قذافی در اسفند ۱۳۵۸ و اردیبهشت ۱۳۵۹، دو بار به ایران سفر کرد و به ملاقات خمینی رفت.
بخش دیگری از مراودات ایران با دولت قذافی، پاسخِ نامه‌های تبریک و تسلیتی است که از سوی رهبر لیبی خطاب به خمینی صادر شده‌اند. قذافی در ایام مختلف اعیاد مذهبی، سالگرد پیروزی انقلاب، و به‌ویژه به مناسبت شهادت شخصیت‌های برجسته انقلابی برای رهبر ایران نامه می‌فرستاده است. محتوای جواب‌هایی که خمینی به این نامه‌ها داده است، عموماً محتوای ضداستکباری و تأکید بر مبارزه دارد. خمینی در نامه‌ای به تاریخ احتمالی ۲۹ اسفند ۱۳۶۷، از همراهی‌های دولت لیبی تشکر می‌کند و می‌نویسد: «اینجانب از جنابعالی، که این حقیقت را لمس نموده و آمریکا و اسرائیل را محکوم می‌کنید و به دولت‌های اسلامی که به احکام اسلام پایبند هستند وفادار هستید، تشکر می‌کنم و دولت و ملت ایران در کنار دولت و ملت شما و دیگر مسلمانان متعهد به اسلام، با «دوستِ با اسلام» دوست و با «دشمن با اسلام» دشمن می‌باشند.»
به این ترتیب باب مناسبات دو کشور از همان سال‌های آغاز پیروزی انقلاب گشوده شد. نوع روابط جمهوری اسلامی با قذافی درسال‌های حیات روح‌الله خمینی، عموماً در قالب روابط کشور با کشورهای موسوم به جبهه پایداری مطرح می‌شود. سه کشور عضو این جبهه یعنی سوریه، لیبی و الجزایر، تنها کشورهای عربی و اسلامی بودند که صریحاً از ایران در برابر صدام حمایتی می‌کردند و با منافع استعمار، اسرائیل و جریان ارتجاع عربیِ مصر و عربستان مخالف بودند؛ بنابراین نوعی تفاهم سیاسی بین دیدگاه‌های ایران و این کشورها وجود داشت.

### جنگ ایران و عراق
در روند ارتباط بین ایران و لیبی، طرفین به حمایت از یکدیگر می‌پرداختند. دولت لیبی، حمله صدام به ایران را محکوم کرد. قذافی، که روزی به خاطر امضای قرارداد صلح الجزایر میان صدام و شاه پهلوی، صدام را به باد انتقاد گرفته بود و از خیانت به آرمان عربی سخن می‌گفت، حالا معتقد بود که صدام، به تحریک آمریکا دست به حمله زده است. برخی تجهیزات و تسلیحات جنگی این سال‌ها هم از لیبی تأمین می‌شد. محسن رفیق‌دوست، وزیر وقت سپاه در این بار تأکید می‌کند که «در زمان جنگ خیلی به ما کمک کردند. من از ابتدای سپاه و قبل از وزارت، چند بار به لیبی رفتم، و هم برای سپاه، و هم برای ارتش امکانات وسیعی گرفتم.» هاشمی رفسنجانی هم دربارهٔ کمک‌های سیاسی و لجستیکی قذافی به ایران در دوران جنگ می‌گوید: «قذافی در تصمیم‌گیری شجاع‌تر و متهورتر بود. او پذیرفت که به ما موشک اسکاد و سام بدهد. مردانگی هم کرد و خیلی زود فرستاد. تیمی هم از لیبی آمدند و به نیروهای ما آموزش لازم را دادند … همین که آنها [سوری‌ها] به همراه لیبی، اجماع عربی علیه ایران را مخدوش کردند، باعث شدند که عراقی‌ها نتوانند تبلیغ کنند که جنگ عرب و عجم راه افتاده است. قذافی کار دیگری هم کرد، به مقامات کشورش دستور داد که ایران هرچه مهمات لازم دارد، برایش بفرستید و آنها هم کشتی کشتی می‌فرستادند. آقای رفیق‌دوست نامه‌ای می‌نوشت و آنها ارسال می‌کردند. البته ما هم بعدها در امور نظامی و تعمیراتی، کارهای زیادی برایشان انجام دادیم و حساب‌شان صاف شد.» همکاری دیگر لیبی با ایران در این برهه، پیشنهاد همراهی با ایران برای مقابله با توطئه کاهش قیمت نفت بود. دولت سعودی در دهه ۸۰ میلادی، با افزایش تولید نفت، به کاهش قیمت این کالای راهبردی دامن زد. این مسئله، در شرایط جنگ ایران و عراق می‌توانست به درآمدهای ایران آسیب بزند. قذافی در این مسئله با ایران همراهی کرد.
عمده علت آغاز روابط حسنه ایران با لیبی در دهه اول پس از انقلاب را می‌توان شروع جنگ ایران و عراق و نیاز مبرم ایران به تسلیحات نظامی در شرایط تحریم اقتصادی دانست. در طول جنگ ۸ ساله، لیبی همواره در کنار ایران بود و علیه لشکرکشی عراق با حمایت آمریکا جبهه‌گیری کرده بود. تنها مقابله لیبی با ایران در طول جنگ را می‌توان اصرار و پافشاری لیبی بر ایران برای پذیرفتن قطعنامه ۵۹۸ شورای امنیت برشمرد.
عمده روابط نظامی ایران با لیبی در زمان جنگ مربوط به ابتدای آن است که لیبی تنها فروشنده موشک زمین به زمین به ایران بود. اما اغلب این موشک‌ها به دلیل شرایط نگهداری نامناسب از رده خارج بودند و کارایی عملیاتی نداشتند. پس از مدتی ایران شروع به خرید همین گونه موشک از چین و کره شمالی نمود و رابطه نظامی ایران با لیبی کمتر شد.

### حمایت از لیبی
در مقابل هم ایران، در بزنگاه‌هایی از لیبی و دولت قذافی حمایت کرد. یکی از این موارد، حملات یا تهدیدهای آمریکا به حمله نظامی به لیبی بود. در ۲۶ فروردین ۱۳۶۵ آمریکا به لیبی حمله هوایی کرد که مسئولان درجه اول جمهوری اسلامی به حمایت از لیبی پرداختند. هاشمی رفسنجانی گفت: «مطمئناً ما در کنار لیبی هستیم و معتقدیم که آمریکا نه در لیبی و نه در سوریه به هیچ نتیجه‌ای نخواهد رسید.» خامنه‌ای، رئیس‌جمهور نیز در تماس تلفنی با قذافی خطاب به او گفت: «برادر عزیز آقای قذافی! ما در این حادثه و در مقاومت شما در مقابل استکبار جهانی در کنار شما قرار داریم.» اما شدیدترین واکنش متعلق به منتظری بود. او گفت که «حمله آمریکا به کشور لیبی در حقیقت حمله به امت واحده اسلامی است … صرف محکوم کردن لفظی آمریکا در ظاهر دردی را دوا نمی‌کند.» منتظری معتقد بود که کشورهای غربی و غیرمتعهد باید در روابط خود با آمریکا تجدیدنظر کنند و در صورت لزوم این رابطه را قطع کنند.
همچنین تمایل حکومت لیبی به برقراری روابط فرهنگی یک‌طرفه با ایران یکی دیگر از موجبات دلسردی ایران از تداوم برقراری روابط گرم با لیبی بود. علی‌رغم اینکه نمایندگان فرهنگی حکومت لیبی می‌توانستند در ایران به تبلیغ سیاست‌های حکومت لیبی و کتاب سبز تألیف شده توسط قذافی بپردازند، ایران حق انجام چنین فعالیت‌هایی را در خاک لیبی نداشت و سازمان اطلاعات و امنیت لیبی به شدت با ایرانیانی که به این کار اقدام می‌کردند برخورد می‌کرد.
اما دیدگاه تقریباً یکسان دو کشور به موضوع جنگ شش‌روزه و سیاست‌گذاری‌های منطبق در میان اعضای اوپک باعث گردید تا زمان سقوط رژیم قذافی، روابط سیاسی و اقتصادی دو کشور هیچگاه قطع نشده و ادامه یابد.

### بازدید از لیبی
سران جمهوری اسلامی هم چندبار به لیبی سفر کردند. اوج این مراودات، بازدید سید علی خامنه‌ای از لیبی در جریان سفر دوره‌ای او به کشورهای «جبهه پایداری» بود. در این بازدید، قذافی گفت: «ما همگام با شما هستیم و شما در دل ما هستید. ما از مدت‌ها پیش منتظر این ملاقات بودیم.» در بیانیه مشترک دو دولت هم که پس از پایان سفر منتشر شد آمده بود: «لیبی حمایت و ایستادگی خود را در کنار انقلاب اسلامی ایران علیه توطئه‌های امپریالیستی و ارتجاعی که جنگ تحمیلی رژیم صدام، بخشی از آن است؛ ابراز می‌دارد.»
با این حال در سراسر این دوران که دو کشور، ظاهراً در برخی از امور هم‌نظر و پشتیبان یکدیگر بودند، اختلافات و چالش‌هایی هم وجود داشت. قذافی به دنبال کسب جایگاه در میان کشورهای اسلامی بود. از این رو به خامنه‌ای گفته بود که پس از درگذشت خمینی، من امام خواهم بود؛ چرا که سید هم هستم. مشکل دیگر، دعاوی عجیب و غریب او بود؛ مثلاً با اینکه او که در سال‌های پیش از انقلاب از حامیان جدی تغییر نام خلیج فارس به خلیج عربی بود، در این سال‌ها که با جمهوری اسلامی رابطه برقرار کرده بود، عنوان «خلیج اسلامی» را پیشنهاد می‌کرد که به روایت رفیق‌دوست، این پیشنهاد با مخالفت جدی خامنه‌ای مواجه شد. او در همان سال‌های ابتدایی پیروزی انقلاب، در مصاحبه‌ای با اطلاعات، انقلاب ایران را به یادگیری از کتاب سبز خود دعوت کرد و به انتقاد از ایجاد نهادهایی مانند مجلس و قوه مجریه در جمهوری اسلامی پرداخت.
افزون بر این خلقیاتِ قذافی که همواره نوعی مشی احتیاطی را در مسئولان جمهوری اسلامی برمی‌انگیخت، مسئله امام موسی صدر هم همچنان بر سختی روابط می‌افزود. در سال‌های پس از مرگ خمینی همچنان مطالبه‌گری دربارهٔ آقای صدر، از سوی روسای جمهور دنبال می‌شد. در چنین شرایطی، شواهد نشان می‌دهد که هر چه به پایان دوران حکومت قذافی نزدیک می‌شویم، میل به تداوم رابطه میان دو کشور، از سوی جمهوری اسلامی کمتر می‌شود. مهدی فیروزان، داماد سیدموسی صدر روایت می‌کند که «من یادم نمی‌رود که ایشان [خامنه‌ای] فرمودند: به آقای خاتمی (رئیس‌جمهور وقت) بگویید که این قضیه را پیگیری بکنند، حتی به قیمت قطع روابط با لیبی، ولو بلغ ما بلغ. من این را خودم از آقا شنیدم.»

### تغییر عقاید
عامل مهم دیگری که راه قذافی را، آرام آرام از مسیر انقلاب اسلامی دور کرد، روند تجدیدنظر و استحاله عقیدتی رژیم قذافی بود. قذافی پس از تحملِ سال‌ها تحریم‌های سخت سازمان ملل و آمریکا و چندین تجاوز هوایی، از مواضع خود کوتاه آمد. او از اواسط دهه هشتاد، بسیاری از اتهامات آمریکا را پذیرفت، دربارهٔ حادثه لاکربی غرامت داد، قبول کرد که افراطی‌گری کرده و گفت: «در روزهای خیلی دور، آنها کشور ما را یک کشور خودسر می‌نامیدند و آنها حق داشتند که ما را این گونه بنامند چراکه ما رفتارهای انقلابی داشتیم.» سرانجام هم در مسئله هسته‌ای، همه شروط غربی‌ها را پذیرفت و امکانات اتمی خود را تحویل آنها داد و با آنها همکاری های نظامی برقرار کرد. آنچه در قبال این اقدامات دریافت کرد، ازسرگیری روابط کشورش با آمریکا در تیرماه ۱۳۸۳ و در دوره جرج بوش پسر بود. افزون بر این، لیبی توانست با کشورهای غربی قراردادهای تجاری‌ای منعقد کند که در یک فقره به واردات سودآور ۲۱ فروند ایرباس از فرانسه انجامید.
با این حال، جمع‌بندی قذافی از این تعدیل‌ها مثبت نبود. او در مصاحبه با بی‌بی‌سی صریحاً اعلام کرد که «این [روند تعدیل انقلابی‌گری] باید الگویی می‌بود که سایر کشورها آن را دنبال کنند، اما لیبی دلسرد و ناامید است؛ چرا که وعده و وعیدهای آمریکا و بریتانیا محقق نشده است همین امر این الگو را از بین برد. درنتیجه کسی این الگو را دنبال نخواهد کرد.» اما قذافی دیگر توان احیای روحیات گذشته خود را نداشت. از این رو با همه بدعهدی‌های طرف‌های غربی، همچنان متواضعانه ابراز می‌کرد که «تداوم همکاری‌های دو جانبه میان لیبی و غرب همچنان امکان‌پذیر است و نبود سرمایه خارجی در کشورش به این معنا نیست که لیبی گام در مسیر گذشته‌اش خواهد گذاشت. لیبی به عقب باز نخواهد گشت. من بر این باورم که عصر خصومت‌ورزی و تقابل را پشت سر گذاشته‌ایم.»
تحلیل سران جمهوری اسلامی از این اقدامات متاخر قذافی، عبارت بود از اینکه «دولت مصر، دولت تونس، این سالهای آخر، قذافیِ بظاهر انقلابی و سابقه‌دار انقلابی، و همچنین حاکمان بعضی از کشورهای دیگر، گوش به فرمان آمریکا بودند.» درچنین شرایطی بود که با ظهور موج بهار عربی در کشورهای عربی از سال ۱۳۸۹، جمهوری اسلامی از هر گونه کمک به دولت قذافی خودداری کرد. روح‌الله خمینی با صراحت در همان نوفل‌لوشاتو در پاسخ به این سؤال که شما به عربستان نزدیک خواهید بود یا لیبی گفتند: «دولتی که ما ایجاد می‌کنیم دولت اسلامی، جمهوری اسلامی است و هر یک از آنها نزدیک‌تر به جمهوری اسلامی باشند، البته آنها نزدیک‌تر به ما خواهند بود و هر کدام دورتر باشند، دورتر.» هر چه به پایان دولت قذافی نزدیک شد، هم روحیات ضداستعماری او تضعیف شد و هم حمایت‌های مردمی را از دست داد. از این رو، با آغاز موسم بهار عربی، خزانِ روابط جمهوری اسلامی و لیبیِ قذافی هم با «مرگ» او در مهرماه ۱۳۹۰ فرا رسید.

## جنگ داخلی
«مخالفانم مشتی بچه سال‌اند که تحت تأثیر مواد مخدر به خیابان آمده‌اند. سانت به سانت، کوچه به کوچه، خانه به خانه دنبالتان می‌آییم و پیدایتان می‌کنیم!»
 ۲۱ فوریه ۲۰۱۱، معمر قذافی در سخنرانی معروف تلویزیونی‌اش و خط و نشان کشیدن برای مخالفان.

جنگ داخلی لیبی، در سال ۱۳۸۹ (۲۰۱۱ میلادی)، با آغاز بهار عربی و بالا گرفتن اعتراضات و راهپیمایی‌های خیابانی مخالفان و سپس شورش سراسری، علیه حکومت لیبی و رهبر آن، معمر قذافی با سرکوب شدید اعتراضات شکل گرفت. این اعتراضات از ۲۳ دی ۱۳۸۹ (۱۳ ژانویه ۲۰۱۱ میلادی)، در این کشور آغاز شد و از روز ۲۸ بهمن ۱۳۸۹ (۱۷ فوریه ۲۰۱۱ میلادی) به شکلی گسترده‌تر و به‌تدریج به صورت شورش سراسری درآمد که با برخوردهای خونین و خشونت‌آمیز حاکمیت با مردم معترض روبه‌رو شد و همه شهرهای لیبی را دربرگرفت؛ و به جنگ‌های شهری و بین شهری، میان مخالفان و هواداران حکومت منجر شد. نیروهای مخالف حکومت از جانب شرق به غرب شهرهای لیبی را تحت کنترل خود قرار دادند و در شهر شرقی بنغازی، دومین شهر بزرگ کشور، دولت موقت تشکیل دادند.
شورای امنیت سازمان ملل متحد با تصویب قطعنامه‌ای دارایی‌های قذافی و ده نفر از نزدیکان او را توقیف نموده و مسافرت آنان به سایر نقاط جهان را محدود ساخت. بر اساس این قطعنامه، اقدامات قذافی و نزدیکانش توسط دادگاه جنایات بین‌المللی پیگیری شد. در تاریخ ۲۷ ژوئن ۲۰۱۱ میلادی دستور بازداشت قذافی صادر شد. طرابلس ضمن رد این حکم، دادگاه بین‌المللی را آلت دست غرب خواند. در پیشروی‌های مخالفان بیشتر شهرهای شرق کشور و نیمی از شهرهای شمال غربی به کنترل آن‌ها درآمد و تنها پایتخت لیبی (طرابلس) و چندین شهر دیگر در غرب کشور دردست نیروهای دولتی باقی‌ماند. در اوایل ماه مارس شهرهای شرق لیبی از جمله بنغازی و چندین شهر دیگر مورد هجوم موشکی نیروهای قذافی قرار گرفتند. در این زمان اعضای شورای امنیت برای ایجاد منطقه پرواز ممنوع بر فراز لیبی به توافق رسیدند.
ادعا شده که علی خامنه‌ای در این زمان با ارسال پیامی شفاهی قذافی را به مقاومت در برابر نیروهای غرب تشویق کرد که البته ادعای درستی به نظر نمی‌رسد؛ چرا که در همان زمان وی در سخنرانی ابتدای سال، قذافی را «حاکم ظالم» نامیده است.
در این درگیری‌ها طی چندماه، چندین بار نیروهای دولتی بعضی شهرهای در دست مخالفان را تصرف کرده و مجدداً از آن‌ها رانده شدند. در ۲۹ مرداد ۱۳۹۰ (۲۰ اوت ۲۰۱۱ میلادی) مخالفان توانستند همه شهرهای مذکور را در دست خود بگیرند. در ۳۱ مرداد (۲۲ اوت) مخالفان به طرابلس نفوذ کردند و وارد میدان سبز شدند. مخالفان در ۱ شهریور (۲۳ اوت) توانستند با گذر از باب‌العزیزیه به محل اقامت قذافی وارد شوند. علی‌رغم اینکه گزارش‌های قبلی حضور قذافی و خانواده‌اش در باب‌العزیزیة را تأیید می‌کرد، مخالفان اثری از آن‌ها نیافتند.
در انقلاب بهار عربی لیبی، بعضی از کشورهای عربی از جمله قطر دخالت مؤثر داشتند.

### اتهام جنایت جنگی
در تاریخ ۱۳ اردیبهشت ۱۳۹۰، لوئیس مورنو اکامپو، دادستان دادگاه جنایی بین‌المللی اعلام کرده است، شواهدی در دست دارد که ثابت می‌کند، نیروهای معمر قذافی از ابتدای جنگ داخلی لیبی (۲۰۱۱) در این کشور، علیه مردم لیبی جنایات گسترده‌ای را مرتکب شده‌اند. بر اساس گزارش دادگاه جنایی بین‌المللی، از دیگر جنایت‌های دولت قذافی آتش گشودن بر روی مردمی‌است که در اعتراضات مسالمت‌آمیز شرکت کرده‌اند و «دستگیری، شکنجه، کشتار، تبعید، آزار جنسی و همچنین ویران‌سازی مساجد» است. با این حال قذافی این اتهامات را رد کرده است. در تاریخ ۱۶ می۲۰۱۱ نیز مورنو خبر از تحت تعقیب قرار گرفتن قذافی و دو تن از نزدیکانش (پسرش سیف الاسلام قذافی و برادر خوانده‌اش عبدالله السنوسی) را به جرم دستور حملهٔ «گسترده و سیستماتیک» به غیرنظامیان، داد. محمد القامودی، وزیر دادگستری لیبی، ضمن رد اتهامات دادگاه بین‌المللی، افزود: معمر قذافی و پسرش هیچ پست رسمی در لیبی نداشته و هیچ‌گونه ارتباطی با مسائل رخ داده در لیبی ندارند. رژیم قذافی ضمن رد اتهام جنایات جنگی، شورشیان را به آدم‌خواری متهم کرد.
ناتو که خود به دلیل بمباران‌های غیرضروری با هدف از بین بردن زیرساخت‌های لیبی مورد انتقاد است، مخالفان قذافی را به وحشی‌گری و جنایت علیه بشریت متهم کرد.

### مرگ
پس از سقوط طرابلس، از پناهگاه حامیان قذافی فقط چند شهر در غرب لیبی مانند بنی‌ولید، سبها و سرت باقی ماند. بنا بر گزارش‌ها، قذافی قصد داشت به سبها برود و از بورکینافاسو درخواست پناهندگی کند. در عوض، قذافی به زادگاهش، سرت، عقب‌نشینی کرد و با پسرش معتصم و رئیس اطلاعات عبدالله سنوسی جلسه‌ای تشکیل داد و فهمید که کوچک‌ترین پسرش، خمیس، در حملهٔ هوایی ناتو در ۲۹ اوت کشته شده است. در هفته‌های بعد، قذافی به پخش پیام‌های صوتی جسورانه از طریق شبکهٔ مستقر در سوریه، الرأی، ادامه داد. در ۱۰ سپتامبر، ژنرال مسعود عبدالحافظ تشکیل جمهوری فزان را در سبها اعلام کرد که در آن‌جا قذافی رئیس‌جمهور مادام‌العمر خواهد بود. اما سبها در ۲۲ سپتامبر سقوط کرد.
قذافی اطراف خود را با محافظان و همراهان کم‌تعداد احاطه کرده بود. او برای فرار از گلوله‌باران ناتو و شورای ملی انتقالی لیبی، مدام محل سکونتش را تغییر داد و روزهایش را به نماز و خواندن قرآن اختصاص داد. در ۲۰ اکتبر، قذافی یک پیام صوتی خداحافظی برای خانواده‌اش ضبط کرد و سپس در یک کاروان مشترک غیرنظامی-نظامی از منطقهٔ ۲ سرت خارج شد. به گفتهٔ منصور ضو، این کار «مأموریت خودکشی» بود زیرا قذافی می‌خواست در درهٔ جرف (مکانی در نزدیکیِ محل تولدش) بمیرد. حوالی ساعت ۰۸:۳۰ بمب افکن‌های ناتو حمله کردند و دست کم ۱۴ خودرو را منهدم کردند و دست کم ۵۳ نفر را کشتند. کاروان پراکنده شد و قذافی و نزدیکترین افرادش به ویلایی در نزدیکی آن‌جا فرار کردند. این خانه توسط شبه‌نظامیان شورشی مصراته گلوله‌باران شد. قذافی و دارو دسته‌اش به محل ساخت و ساز گریختند و در کانال فاضلاب مخفی شدند. در همین زمان محافظان قذافی با شورشیان وارد درگیری شدند. در حین درگیری، قذافی بر اثر انفجار نارنجک از ناحیهٔ سر آسیب دید و أبوبکر یونس جابر کشته شد.
قذافی در ۲۸ مهر۱۳۹۰ و پس از ماه‌ها درگیری و فرار از دست شورشیان و انقلابیون لیبی در شهر محل زادگاه خود سرت اسیر شد و اندکی بعد به‌دست انقلابیون کشته شد. بنا به گزارش‌ها قذافی پس از بیرون آمدن از «سوراخ»، در حالی که از سوی پا و کمر زخمی شده بود، خود را به نیروهای انقلابی تسلیم کرد. پس از آن در حالی که قذافی تکرار می‌کرد «چه شده؟ چه شده؟ چه خبر است، به من شلیک نکنید» انقلابیون او را پشت یک وانت سوار کردند تا به شهر مصراته منتقل شود.
فیلمی منتشر شده که نشان می‌دهد او هنگام دستگیری زنده بوده و با چاقو شکنجه شده ولی بعد کشته شده است. قذافی در واپسین لحظات حیاتش دو هفت تیر، که رنگ یکی از آن‌ها طلایی رنگ بود، یک رادیوی اف ام، و یک ساعت مچی داشت. او همچنین لباس نظامی بر تن کرده بود. او به هرحال به حرف خود عمل کرد و تا آخر، قبل از اسارت، جنگید. بنا ادعای محمود جبریل، ماشین حامل قذافی در درگیری میان نیروهای وفادار به او و انقلابیون هدف گلوله قرار می‌گیرد و قذافی در این میان کشته می‌شود. البته به نقل دیگر منابع قذافی بر اثر اختلاف نیروهای انقلابی بر سر اینکه به کدام شهر برده شود توسط جوانی به نام سند الصادق العریبی که او را اسیر کرده بود به ضرب گلوله کشته شد تا جایزه نقدی امیر قطر را دریافت کند. در پی مرگ قذافی شورای انتقالی لیبی بیان کرد که اندکی پس از آن به‌طور رسمی «آزاد شدن» سراسر لیبی را اعلام خواهد کرد.

## حیات سیاسی
به گفته واندوال، قذافی در دوران قدرتش «حیات سیاسی [لیبی] را تحت سلطه خود داشت». جامعه‌شناس ریموند اِی. هینبوش، قذافی را «شاید برجسته‌ترین نمونه معاصر سیاست مبتنی بر رهبری کاریزماتیک» توصیف کرد که تمامی ویژگی‌های اقتدار کاریزماتیک، آن‌گونه که جامعه‌شناس ماکس وبر تعریف کرده بود، در او دیده می‌شد. به عقیده هینبوش، پایه‌های «اقتدار کاریزماتیک شخصی» قذافی در لیبی از موهبتی که ناصر به او داد سرچشمه می‌گرفت، که با «دستاوردهای ملی‌گرایانه» مانند اخراج پایگاه‌های نظامی خارجی، کسب قیمت‌های بالاتر برای نفت لیبی، و حمایت صریح او از آرمان فلسطین و دیگر جنبش‌های ضدامپریالیستی همراه شده بود.

## بازخورد و میراث
حامیان دولت قذافی، مدیریت او را به دلیل تلاش برای ایجاد جامعه‌ای عادلانه‌تر از طریق اصلاحات داخلی ستایش کرده‌اند. آن‌ها به دستاوردهای برجسته این رژیم در زمینه‌هایی چون ریشه‌کن کردن بی‌خانمانی، تأمین غذا و آب آشامیدنی سالم برای همگان، و ارتقای چشمگیر سطح آموزش اشاره داشتند. علاوه بر این، طرفداران قذافی از پیشرفت‌های قابل توجه در حوزه مراقبت‌های پزشکی تمجید کرده‌اند و نظام جامع و رایگان سلامت را که تحت رهبری او برقرار شده بود، مورد تحسین قرار داده‌اند؛ نظامی که توانست بیماری‌های واگیرداری مانند وبا و حصبه را مهار کند و امید به زندگی را به‌طور قابل ملاحظه‌ای افزایش دهد.
دولت قذافی به‌دلیل رفتارش با لیبیایی‌های غیرعرب مورد انتقاد فعالان حقوق بشر قرار گرفت؛ بومیان بربر، مهاجران ایتالیایی، یهودیان، پناهجویان و کارگران خارجی همگی در لیبی تحت رهبری قذافی با آزار و تبعیض مواجه شدند. گروه‌های حقوق بشری همچنین از نحوه برخورد با مهاجران، از جمله پناهجو‌یانی که در مسیر رسیدن به اروپا از لیبی تحت رهبری قذافی عبور می‌کردند، انتقاد کردند. در جریان جنگ داخلی، برخی گروه‌های چپ‌گرا از شورشیان ضدِ قذافی حمایت کردند، اما نه از مداخله نظامی غرب؛ آن‌ها استدلال می‌کردند که قذافی با همکاری در جنگ علیه تروریسم و تلاش برای جلوگیری از مهاجرت آفریقایی‌ها به اروپا، به متحد امپریالیسم غربی تبدیل شده بود. قذافی به‌طور گسترده، به‌ویژه در ایالات متحده و بریتانیا، به عنوان تروریست شناخته می‌شد.

### ارزیابی پس از مرگ
واکنش‌های بین‌المللی به مرگ قذافی دوگانه بود. بسیاری در سرتاسر جنوب صحرای آفریقا، قذافی را به‌عنوان قهرمان گرامی داشتند، اما او در سایر نقاط جهان به‌طور گسترده محکوم شد.
پس از شکست قذافی در جنگ داخلی، نظام حکومتی او برچیده شد و جای خود را به دولت موقت شورای ملی انتقالی داد که اتحادیه‌های صنفی و آزادی مطبوعات را قانونی کرد. در ژانویه ۲۰۱۳، مجلس ملی عمومی رسماً نام جماهیر را به «دولت لیبی» تغییر داد. سپس وفاداران به قذافی حزب سیاسی جدیدی به نام جبهه مردمی برای آزادی لیبی تأسیس کردند. این جبهه که به رهبری سیف‌الاسلام قذافی بود، اجازه یافت در انتخابات عمومی آینده شرکت کند.

## واژه‌نامه
1. ↑  Great Socialist People's Libyan Arab Jamahiriya
2. ↑  Royal Military Academy Sandhurst
3. ↑  Hellenic Military Academy